# Championnat de France de hockey sur glace 2012-2013
Saison précédente Saison suivante
La saison 2012–2013 est la 92e saison du championnat de France de hockey sur glace. Les Ducs d'Angers terminent la saison régulière en première position mais s'inclinent en finale du championnat quatre victoires à trois face aux Dragons de Rouen qui gagnent leur quatrième titre consécutif. Les Drakkars de Caen qui ont terminé derniers de la saison régulière se maintiennent en gagnant leur série de barrage trois victoires à zéro aux dépens du promu mulhousien qui retourne en Division 1.
Le Brest Albatros Hockey, premier de la saison régulière de Division 1, monte en Ligue Magnus grâce à sa victoire deux matchs à zéro face aux Lions de Lyon qui était son dauphin en saison régulière. Les Bélougas de Toulouse et les Galaxians d'Amnéville sont eux relégués en Division 2.
En Division 2, les Dogs de Cholet et les Corsaires de Nantes qui ont fini en tête de leurs poules respectives en saison régulière arrivent en finale du championnat ce qui leur permet de monter en Division 1. Cholet gagne le championnat deux matchs à zéro.
Les Renards de Roanne sacrés champions de Division 3 et les Taureaux de feu de Limoges accèdent en Division 2.
Par la suite, les Boucaniers de Toulon sont rétrogradés en Division 3.

## Règlement
Il s'applique pour toutes les divisions sauf pour l'attribution des points qui n'est pas la même en Division 3.

### Points
Une victoire, qu'elle soit lors du temps réglementaire, après prolongations ou tirs au but, rapporte deux points ; une défaite après prolongation ou aux tirs au but rapporte un point alors qu'une défaite lors du temps réglementaire ne rapporte aucun point.

### Classement
Les équipes sont classées en fonction du nombre de points qu'elles ont enregistré. En cas d'égalité, les critères suivants sont appliqués:
1. Points dans les rencontres directes
2. Nombre de matchs perdus par forfait
3. Nombre de buts marqués dans le temps réglementaire entre les équipes concernées
4. Différence de buts générale
5. Quotient buts marqués / buts encaissés lors de tous les matchs de la poule
6. Nombre de buts marqués lors de tous les matchs de la poule

Si après avoir épuisé tous ces critères, deux équipes sont toujours à égalité, un match de barrage est alors organisé sur terrain neutre.

## Ligue Magnus

### Équipes engagées
| Amiens Angers Briançon Caen Chamonix Dijon Épinal Gap Grenoble Morzine Mulhouse Rouen Strasbourg Villard |

Les équipes engagées en Ligue Magnus sont au nombre de quatorze :
- Gothiques d'Amiens
- Ducs d'Angers
- Diables rouges de Briançon
- Drakkars de Caen
- Chamois de Chamonix
- Ducs de Dijon
- Dauphins d'Épinal
- Rapaces de Gap
- Brûleurs de loups de Grenoble
- Pingouins de Morzine
- Scorpions de Mulhouse, promu de Division 1
- Dragons de Rouen, tenant du titre
- Étoile noire de Strasbourg
- Ours de Villard-de-Lans.

### Saison régulière
La saison régulière se joue du 15 septembre 2012 au 19 février 2013. Réunies au sein d'une poule unique, les équipes se rencontrent en matchs aller-retour. Les quatre premiers se qualifient pour les quarts de finale des séries éliminatoires, tandis que les équipes finissant de la cinquième à la douzième place doivent passer par un premier tour. Les équipes classées aux treizième et quatorzième places s'affrontent au sein d'une poule de maintien, le perdant étant relégué en Division 1.

#### Résultats
Le score de l'équipe à domicile, située dans la colonne de gauche, est inscrit en premier.
| Équipes         | Amiens  | Angers  | Briançon | Caen   | Chamonix | Dijon   | Épinal  | Gap     | Grenoble | Morzine | Mulhouse | Rouen   | Strasbourg | Villard |
| Amiens          |         | 3-2 ap  | 3-5      | 5-2    | 3-4 ap   | 4-5     | 4-3 tab | 5-0     | 3-2      | 7-3     | 2-4      | 5-3     | 3-4        | 3-0     |
| Angers          | 3-0     |         | 2-1 ap   | 8-2    | 2-4      | 5-2     | 3-2     | 3-1     | 4-1      | 1-2 tab | 4-1      | 6-2     | 6-4        | 5-2     |
| Briançon        | 3-2 ap  | 0-2     |          | 7-2    | 5-2      | 2-4     | 3-4 tab | 3-2 tab | 2-1      | 5-4     | 6-3      | 2-4     | 5-1        | 7-2     |
| Caen            | 5-4 ap  | 1-4     | 0-7      |        | 5-1      | 2-3     | 5-7     | 4-3     | 1-4      | 2-6     | 5-4 ap   | 3-5     | 4-2        | 4-7     |
| Chamonix        | 1-4     | 3-1     | 4-3 ap   | 9-2    |          | 3-4     | 3-2     | 5-4 tab | 6-4      | 6-4     | 7-2      | 0-4     | 8-0        | 2-4     |
| Dijon           | 1-7     | 4-5 ap  | 6-4      | 6-0    | 5-7      |         | 7-9     | 6-3     | 3-6      | 3-2     | 6-0      | 1-5     | 6-0        | 4-1     |
| Épinal          | 3-4     | 4-7     | 2-6      | 9-2    | 5-1      | 3-6     |         | 0-4     | 5-3      | 4-5 ap  | 3-6      | 0-3     | 6-4        | 5-2     |
| Gap             | 2-1     | 3-2 tab | 2-3 ap   | 5-2    | 6-3      | 2-6     | 2-1     |         | 4-1      | 4-1     | 1-5      | 2-1 tab | 1-4        | 3-2 ap  |
| Grenoble        | 4-2     | 2-3     | 5-6      | 6-2    | 1-3      | 3-2     | 5-2     | 4-0     |          | 4-5     | 4-0      | 3-1     | 2-1        | 3-5     |
| Morzine         | 3-5     | 2-3 ap  | 2-9      | 7-5    | 2-1 ap   | 7-2     | 4-1     | 6-1     | 3-4 tab  |         | 5-4 ap   | 7-3     | 3-2        | 1-5     |
| Mulhouse        | 1-2     | 0-4     | 1-5      | 6-5 ap | 4-3      | 1-6     | 6-4     | 3-2 ap  | 2-6      | 3-5     |          | 4-6     | 2-3 ap     | 2-4     |
| Rouen           | 7-3     | 2-5     | 6-2      | 8-3    | 5-2      | 9-5     | 2-4     | 4-3 ap  | 6-4      | 4-1     | 6-1      |         | 4-1        | 7-1     |
| Strasbourg      | 3-2 tab | 3-7     | 1-10     | 0-3    | 3-7      | 1-2 tab | 5-4 ap  | 2-1 ap  | 1-0 ap   | 2-3     | 5-3      | 5-3     |            | 3-4 ap  |
| Villard-de-Lans | 4-3     | 3-4     | 4-2      | 1-3    | 4-5      | 4-2     | 4-2     | 2-4     | 4-6      | 5-2     | 4-1      | 2-5     | 3-4        |         |

#### Classement
Une victoire rapporte 2 points, une défaite en prolongation ou aux tirs au but 1 point et une défaite dans le temps réglementaire aucun point. Les quatre premières équipes sont qualifiées pour les quarts de finale des séries éliminatoires. Les huit équipes suivantes doivent disputer un premier tour. Les deux dernières équipes du classement s'affrontent et le perdant est relégué en Division 1.
| Clt   | Équipe          | PJ | V  | D  | DP | BP  | BC  | Diff | Pts |
| ----- | --------------- | -- | -- | -- | -- | --- | --- | ---- | --- |
| +001, | Angers          | 26 | 21 | 2  | 3  | 101 | 54  | +47  | 45  |
| +002, | Rouen           | 26 | 18 | 7  | 1  | 115 | 75  | +40  | 37  |
| +003, | Briançon        | 26 | 17 | 6  | 3  | 113 | 71  | +42  | 37  |
| +004, | Chamonix        | 26 | 15 | 10 | 1  | 100 | 88  | +12  | 31  |
| +005, | Dijon           | 26 | 15 | 10 | 1  | 107 | 95  | +12  | 31  |
| +006, | Amiens          | 26 | 13 | 9  | 4  | 89  | 77  | +12  | 30  |
| +007, | Morzine-Avoriaz | 26 | 14 | 10 | 2  | 95  | 95  | 0    | 30  |
| +008, | Gap             | 26 | 11 | 9  | 6  | 65  | 79  | -14  | 28  |
| +009, | Grenoble        | 26 | 13 | 12 | 1  | 88  | 76  | +12  | 27  |
| +010, | Villard de Lans | 26 | 12 | 13 | 1  | 83  | 92  | -9   | 25  |
| +011, | Strasbourg      | 26 | 10 | 14 | 2  | 64  | 102 | -38  | 22  |
| +012, | Épinal          | 26 | 9  | 14 | 3  | 94  | 106 | -12  | 21  |
| +013, | Mulhouse        | 26 | 7  | 16 | 3  | 69  | 113 | -44  | 17  |
| +014, | Caen            | 26 | 7  | 18 | 1  | 74  | 134 | -60  | 15  |

- Qualifié pour les quarts de finale
- Qualifié pour le tour préliminaire
- Dispute la poule de maintien

#### Meilleurs pointeurs
| Joueur             | Équipe   | PJ | B  | A  | Pts | Pun |
| ------------------ | -------- | -- | -- | -- | --- | --- |
| Francis Charland   | Chamonix | 24 | 30 | 17 | 47  | 43  |
| Martin Gascon      | Amiens   | 26 | 13 | 34 | 47  | 16  |
| Tim Crowder        | Dijon    | 26 | 22 | 24 | 46  | 57  |
| Carl Lauzon        | Chamonix | 26 | 11 | 34 | 45  | 26  |
| Marc-André Bernier | Briançon | 26 | 20 | 23 | 43  | 38  |
| János Vas          | Dijon    | 26 | 18 | 25 | 43  | 12  |

#### Affluences
| Club                          | Affluence totale | Moy   | % de remplissage |
| ----------------------------- | ---------------- | ----- | ---------------- |
| Gothiques d'Amiens            | 35 264           | 2 712 | 80 %             |
| Ducs d'Angers                 | 11 640           | 895   | 87 %             |
| Diables rouges de Briançon    | 16 820           | 1 293 | 56 %             |
| Drakkars de Caen              | 11 425           | 878   | 59 %             |
| Chamois de Chamonix           | 16 620           | 1 278 | 75 %             |
| Ducs de Dijon                 | 10 705           | 823   | 82 %             |
| Gamyo Épinal                  | 16 636           | 1 279 | 71 %             |
| Rapaces de Gap                | 27 022           | 2 078 | 74 %             |
| Brûleurs de loups de Grenoble | 42 100           | 3 238 | 93 %             |
| Pingouins de Morzine-Avoriaz  | 10 395           | 799   | 62 %             |
| Scorpions de Mulhouse         | 17 170           | 1 320 | 83 %             |
| Dragons de Rouen              | 33 262           | 2 558 | 93 %             |
| Étoile noire de Strasbourg    | 18 566           | 1 428 | 60 %             |
| Ours de Villard-de-Lans       | 8 350            | 642   | 32 %             |
| Total                         | 275 975          | 1 516 |                  |

### Séries éliminatoires
Le tour préliminaire, les quarts de finale et les demi-finales se jouent au meilleur des cinq matchs. La finale se joue au meilleur des sept matchs.

#### Tableau
|  | Tour préliminaire | Tour préliminaire             | Tour préliminaire          |                               |                      | Quarts de finale           | Quarts de finale | Quarts de finale |   |  | Demi-finales | Demi-finales | Demi-finales  |   |  | Finale | Finale | Finale |
|  |                   |                               |                            |                               |                      |                            |                  |                  |   |  |              |              |               |   |  |        |        |        |
|  | 8                 | Rapaces de Gap                | 0                          |                               |                      |                            |                  |                  |   |  |              |              |               |   |  |        |        |        |
|  | 9                 | Brûleurs de loups de Grenoble | 3                          |                               |                      |                            |                  |                  |   |  |              |              |               |   |  |        |        |        |
|  | 9                 | Brûleurs de loups de Grenoble | 3                          |                               | 1                    | Ducs d'Angers              | 3                |                  |   |  |              |              |               |   |  |        |        |        |
|  |                   |                               |                            |                               | 1                    | Ducs d'Angers              | 3                |                  |   |  |              |              |               |   |  |        |        |        |
|  |                   |                               | 9                          | Brûleurs de loups de Grenoble | 2                    |                            |                  |                  |   |  |              |              |               |   |  |        |        |        |
|  |                   |                               | 9                          | Brûleurs de loups de Grenoble | 2                    |                            |                  |                  |   |  |              |              |               |   |  |        |        |        |
|  |                   |                               |                            |                               |                      |                            |                  |                  |   |  |              |              |               |   |  |        |        |        |
|  |                   |                               |                            |                               |                      |                            |                  |                  |   |  |              |              |               |   |  |        |        |        |
|  |                   |                               |                            |                               |                      |                            | 1                | Ducs d'Angers    | 3 |  |              |              |               |   |  |        |        |        |
|  |                   |                               |                            |                               |                      |                            |                  |                  | 3 |  |              |              |               |   |  |        |        |        |
|  |                   | 12                            | Dauphins d'Épinal          | 1                             |                      |                            |                  |                  |   |  |              |              |               |   |  |        |        |        |
|  | 5                 | 12                            | Dauphins d'Épinal          | 1                             | Ducs de Dijon        | 2                          |                  |                  |   |  |              |              |               |   |  |        |        |        |
|  | 5                 |                               |                            |                               | Ducs de Dijon        | 2                          |                  |                  |   |  |              |              |               |   |  |        |        |        |
|  | 12                | Dauphins d'Épinal             | 3                          |                               |                      |                            |                  |                  |   |  |              |              |               |   |  |        |        |        |
|  | 12                | Dauphins d'Épinal             | 3                          |                               | 4                    | Chamois de Chamonix        | 2                |                  |   |  |              |              |               |   |  |        |        |        |
|  |                   |                               |                            |                               | 4                    | Chamois de Chamonix        | 2                |                  |   |  |              |              |               |   |  |        |        |        |
|  |                   |                               | 12                         | Dauphins d'Épinal             | 3                    |                            |                  |                  |   |  |              |              |               |   |  |        |        |        |
|  |                   |                               | 12                         | Dauphins d'Épinal             | 3                    |                            |                  |                  |   |  |              |              |               |   |  |        |        |        |
|  |                   |                               |                            |                               |                      |                            |                  |                  |   |  |              |              |               |   |  |        |        |        |
|  |                   |                               |                            |                               |                      |                            |                  |                  |   |  |              |              |               |   |  |        |        |        |
|  |                   |                               |                            |                               |                      |                            |                  |                  |   |  |              | 1            | Ducs d'Angers | 3 |  |        |        |        |
|  |                   |                               |                            |                               |                      |                            |                  |                  |   |  |              |              |               |   |  |        |        |        |
|  |                   | 2                             | Dragons de Rouen           | 4                             |                      |                            |                  |                  |   |  |              |              |               |   |  |        |        |        |
|  | 7                 | 2                             | Dragons de Rouen           | 4                             | Pingouins de Morzine | 3                          |                  |                  |   |  |              |              |               |   |  |        |        |        |
|  | 7                 |                               |                            |                               | Pingouins de Morzine | 3                          |                  |                  |   |  |              |              |               |   |  |        |        |        |
|  | 10                | Ours de Villard-de-Lans       | 1                          |                               |                      |                            |                  |                  |   |  |              |              |               |   |  |        |        |        |
|  | 10                | Ours de Villard-de-Lans       | 1                          |                               | 2                    | Dragons de Rouen           | 3                |                  |   |  |              |              |               |   |  |        |        |        |
|  |                   |                               |                            |                               | 2                    | Dragons de Rouen           | 3                |                  |   |  |              |              |               |   |  |        |        |        |
|  |                   |                               | 7                          | Pingouins de Morzine          | 1                    |                            |                  |                  |   |  |              |              |               |   |  |        |        |        |
|  |                   |                               | 7                          | Pingouins de Morzine          | 1                    |                            |                  |                  |   |  |              |              |               |   |  |        |        |        |
|  |                   |                               |                            |                               |                      |                            |                  |                  |   |  |              |              |               |   |  |        |        |        |
|  |                   |                               |                            |                               |                      |                            |                  |                  |   |  |              |              |               |   |  |        |        |        |
|  |                   |                               |                            |                               |                      |                            | 2                | Dragons de Rouen | 3 |  |              |              |               |   |  |        |        |        |
|  |                   |                               |                            |                               |                      |                            |                  |                  | 3 |  |              |              |               |   |  |        |        |        |
|  |                   | 3                             | Diables rouges de Briançon | 1                             |                      |                            |                  |                  |   |  |              |              |               |   |  |        |        |        |
|  | 6                 | 3                             | Diables rouges de Briançon | 1                             | Gothiques d'Amiens   | 2                          |                  |                  |   |  |              |              |               |   |  |        |        |        |
|  | 6                 |                               |                            |                               | Gothiques d'Amiens   | 2                          |                  |                  |   |  |              |              |               |   |  |        |        |        |
|  | 11                | Étoile noire de Strasbourg    | 3                          |                               |                      |                            |                  |                  |   |  |              |              |               |   |  |        |        |        |
|  | 11                | Étoile noire de Strasbourg    | 3                          |                               | 3                    | Diables rouges de Briançon | 3                |                  |   |  |              |              |               |   |  |        |        |        |
|  |                   |                               |                            |                               | 3                    | Diables rouges de Briançon | 3                |                  |   |  |              |              |               |   |  |        |        |        |
|  |                   |                               | 11                         | Étoile noire de Strasbourg    | 1                    |                            |                  |                  |   |  |              |              |               |   |  |        |        |        |
|  |                   |                               | 11                         | Étoile noire de Strasbourg    | 1                    |                            |                  |                  |   |  |              |              |               |   |  |        |        |        |
|  |                   |                               |                            |                               |                      |                            |                  |                  |   |  |              |              |               |   |  |        |        |        |

#### Tour préliminaire

##### Rapaces de Gap - Brûleurs de loups de Grenoble
| vendredi 22 février 2013 | Rapaces de Gap | 1-2 (pr) (0-1, 0-0, 1-0, 0-1) | Brûleurs de loups de Grenoble | Alp' Arena 1 615 spectateurs |

| Feuille de match  | Feuille de match                                                | Feuille de match | Feuille de match                                                                                                  | Feuille de match                                                |
| ----------------- | --------------------------------------------------------------- | ---------------- | --- | --------------------------------------------------------------- |
|                   | 49 min 17 s, Niko Mäntylä (Collin Circelli, Kai Syväsalmi) (SN) | 0-1 1-1 1-2      | 4 min 10 s, Julien Baylacq (Matthieu Le Blond, Christophe Tartari) 60 min 59 s, Matthieu Le Blond (Mike Vaskivuo) | Arbitrage : Alexandre Bourreau Guillaume Gielly Gwilherm Margry |
| Michael Zacharias | Gardiens                                                        | Sébastien Raibon | | Arbitrage : Alexandre Bourreau Guillaume Gielly Gwilherm Margry |
| 12 min            | Pénalités                                                       | 12 min           | | Arbitrage : Alexandre Bourreau Guillaume Gielly Gwilherm Margry |
|                   |                                                                 |                  | | Arbitrage : Alexandre Bourreau Guillaume Gielly Gwilherm Margry |

| samedi 23 février 2013 | Rapaces de Gap | 1-2 (0-0, 1-2, 0-0) | Brûleurs de loups de Grenoble | Alp' Arena 1 703 spectateurs |

| Feuille de match  | Feuille de match                                          | Feuille de match | Feuille de match                                                                                 | Feuille de match                                         |
| ----------------- | --------------------------------------------------------- | ---------------- | ------------------------------------------------------------------------------------------------ | -------------------------------------------------------- |
|                   | 36 min 25 s, Jiří Jelen (Mickaël Pérez, Milan Tekel) (SN) | 0-1 0-2 1-2      | 34 min 53 s, Kévin Dusseau (Ed McGrane) 35 min 24 s, Matthieu Le Blond (Christophe Tartari) (IN) | Arbitrage : Bruno Colleoni David Courgeon Nicolas Cregut |
| Michael Zacharias | Gardiens                                                  | Sébastien Raibon |                                                                                                  | Arbitrage : Bruno Colleoni David Courgeon Nicolas Cregut |
| 24 min            | Pénalités                                                 | 14 min           |                                                                                                  | Arbitrage : Bruno Colleoni David Courgeon Nicolas Cregut |
|                   |                                                           |                  |                                                                                                  | Arbitrage : Bruno Colleoni David Courgeon Nicolas Cregut |

| mardi 26 février 2013 | Brûleurs de loups de Grenoble | 4-1 (0-1, 2-0, 2-0) | Rapaces de Gap | Patinoire Pôle Sud 3 100 spectateurs |

| Feuille de match | Feuille de match | Feuille de match    | Feuille de match                                        | Feuille de match                                                |
| ---------------- | --- | ------------------- | ------------------------------------------------------- | --------------------------------------------------------------- |
|                  | 29 min 33 s, Christophe Tartari (François Ouimet, Julien Baylacq) (SN) 36 min 33 s, Nicolas Arrossamena (Mathieu Briand, Julien Baylacq) 57 min 58 s, Matthieu Le Blond (Baptiste Amar, Christophe Tartari) (SN) 59 min 59 s, Mike Vaskivuo (Sébastien Raibon, Ed McGrane) (cage vide) | 0-1 1-1 2-1 3-1 4-1 | 2 min 43 s, Collin Circelli (Jouni Virpiö, Colin Moore) | Arbitrage : Alexandre Hauchart Guillaume Gielly Gwilherm Margry |
| Sébastien Raibon | Gardiens | Michael Zacharias   |                                                         | Arbitrage : Alexandre Hauchart Guillaume Gielly Gwilherm Margry |
| 4 min            | Pénalités | 10 min              |                                                         | Arbitrage : Alexandre Hauchart Guillaume Gielly Gwilherm Margry |
|                  | |                     |                                                         | Arbitrage : Alexandre Hauchart Guillaume Gielly Gwilherm Margry |

##### Ducs de Dijon - Dauphins d'Épinal
| vendredi 22 février 2013 | Ducs de Dijon | 4-3 (1-0, 1-3, 2-0) | Dauphins d'Épinal | Patinoire Trimolet 652 spectateurs |

| Feuille de match | Feuille de match | Feuille de match            | Feuille de match | Feuille de match                                                 |
| ---------------- | --- | --------------------------- | --- | ---------------------------------------------------------------- |
|                  | 2 min 13 s, Rodi Short (Tim Crowder, Johan Skinnars) (SN) 23 min 7 s, Tim Crowder (Janos Vas, Benoit Quessandier) 42 min 52 s, Rodi Short (Nicolas Ritz, Janos Vas) (SN) 55 min 28 s, Johan Skinnars (Janos Vas, Nicolas Ritz) (SN) | 1-0 2-0 2-1 2-2 2-3 3-3 4-3 | 24 min 53 s, Benjamin Casavant (Ján Plch, Michal Petrák) (SN) 29 min 11 s, Anthony Rapenne (Ján Plch, Stéphane Gervais) 33 min 51 s, Michal Petrák (Stéphane Gervais, Ján Plch) | Arbitrage : Alexandre Hauchart David Courgeon Sébastien Geoffroy |
| Kai Tillanen     | Gardiens | Gabriel Girard              | | Arbitrage : Alexandre Hauchart David Courgeon Sébastien Geoffroy |
| 12 min           | Pénalités | 32 min                      | | Arbitrage : Alexandre Hauchart David Courgeon Sébastien Geoffroy |
|                  | |                             | | Arbitrage : Alexandre Hauchart David Courgeon Sébastien Geoffroy |

| samedi 23 février 2013 | Ducs de Dijon | 3-4 (pr) (1-3, 0-0, 2-0, 0-1) | Dauphins d'Épinal | Patinoire Trimolet 750 spectateurs |

| Feuille de match | Feuille de match                                                                                                  | Feuille de match            | Feuille de match | Feuille de match                                          |
| ---------------- | --- | --------------------------- | --- | --------------------------------------------------------- |
|                  | 6 min 49 s, Kyle Hardy (Henrik Andersen) 43 min 13 s, Rodi Short 56 min 1 s, Thomas Decock (Henrik Andersen) (SN) | 0-1 1-1 1-2 1-3 2-3 3-3 3-4 | 0 min 55 s, Ján Plch (Michal Petrák, Anthony Rapenne) 15 min 47 s, Michal Petrák (Sébastien Gauthier) (double SN) 17 min 1 s, Stéphane Gervais (Ján Plch, Gasper Susanj) (SN) 64 min 7 s, Michal Petrák | Arbitrage : Nicolas Barbez Matthieu Barbez Thomas Caillot |
| Kai Tillanen     | Gardiens | Gabriel Girard              | | Arbitrage : Nicolas Barbez Matthieu Barbez Thomas Caillot |
| 12 min           | Pénalités | 12 min                      | | Arbitrage : Nicolas Barbez Matthieu Barbez Thomas Caillot |
|                  | |                             | | Arbitrage : Nicolas Barbez Matthieu Barbez Thomas Caillot |

| Feuille de match | Feuille de match | Feuille de match                            | Feuille de match | Feuille de match                                      |
| ---------------- | --- | ------------------------------------------- | --- | ----------------------------------------------------- |
|                  | 8 min 7 s, Ján Plch (Benjamin Casavant, Fabien Leroy) 12 min 6 s, Sébastien Gauthier (Stéphane Gervais, Michal Petrák) (SN) 17 min 31 s, Michal Petrák (Ján Plch, Stéphane Gervais) 29 min 28 s, Gasper Susanj (Steven Cacciotti) (SN) 52 min 18 s, Ján Plch (Michal Petrák) 61 min 51 s, Ján Plch (Sébastien Gauthier, Stéphane Gervais) (SN) | 1-0 2-0 3-0 3-1 3-2 4-2 4-3 5-3 5-4 5-5 6-5 | 24 min 5 s, Henrik Andersen (Tim Crowder) 26 min 24 s, Kyle Hardy (Thomas Decock) 48 min 20 s, Kyle Hardy (Janos Vas, Peter Valier) 57 min 1 s, Rodi Short (Tim Crowder, Nicolas Ritz) (SN) 58 min 22 s, Tim Crowder | Arbitrage : Savice Fabre David Courgeon Pierre Dehaen |
| Gabriel Girard   | Gardiens | Kai Tillanen                                | | Arbitrage : Savice Fabre David Courgeon Pierre Dehaen |
| 6 min            | Pénalités | 12 min                                      | | Arbitrage : Savice Fabre David Courgeon Pierre Dehaen |
|                  | |                                             | | Arbitrage : Savice Fabre David Courgeon Pierre Dehaen |

| Feuille de match | Feuille de match                                                                                | Feuille de match        | Feuille de match | Feuille de match                                         |
| ---------------- | ----------------------------------------------------------------------------------------------- | ----------------------- | --- | -------------------------------------------------------- |
|                  | 26 min 57 s, Benjamin Casavant (Steven Caciotti) 33 min 7 s, Sébastien Gauthier (Maxime Ouimet) | 0-1 0-2 1-2 1-3 2-3 2-4 | 11 min 30 s, Peter Valier (Kévin Igier, Nicolas Ritz) 23 min 28 s, Henrik Andersen (Tim Crowder) (IN) 31 min 24 s, Henrik Andersen (Peter Valier) 57 min 34 s, Nicolas Ritz | Arbitrage : Damien Bliek Anne-Sophie Boniface Yann Furet |
| Gabriel Girard   | Gardiens                                                                                        | Kai Tillanen            | | Arbitrage : Damien Bliek Anne-Sophie Boniface Yann Furet |
| 2 min            | Pénalités                                                                                       | 12 min                  | | Arbitrage : Damien Bliek Anne-Sophie Boniface Yann Furet |
|                  |                                                                                                 |                         | | Arbitrage : Damien Bliek Anne-Sophie Boniface Yann Furet |

| Feuille de match | Feuille de match                                                                                         | Feuille de match            | Feuille de match | Feuille de match                                            |
| ---------------- | --- | --------------------------- | --- | ----------------------------------------------------------- |
|                  | 6 min 0 s, Nicolas Ritz (Kévin Igier, Aram Kevorkian) 39 min 56 s, Janos Vas (Kyle Hardy, Thomas Decock) | 1-0 1-1 1-2 1-3 2-3 2-4 2-5 | 14 min 57 s, Anthony Rapenne (Ján Plch, Steven Caciotti) 17 min 15 s, Gasper Susanj (Ján Plch) (IN) 30 min 18 s, Benjamin Casavant 57 min 15 s, Benjamin Casavant (Danick Bouchard, Jan Hagelberg) 58 min 34 s, Danick Bouchard (Sébastien Gauthier, Benjamin Casavant) | Arbitrage : Alexandre Bourreau David Courgeon Pierre Dehaen |
| Kai Tillanen     | Gardiens                                                                                                 | Gabriel Girard              | | Arbitrage : Alexandre Bourreau David Courgeon Pierre Dehaen |
| 8 min            | Pénalités                                                                                                | 6 min                       | | Arbitrage : Alexandre Bourreau David Courgeon Pierre Dehaen |
|                  | |                             | | Arbitrage : Alexandre Bourreau David Courgeon Pierre Dehaen |

##### Pingouins de Morzine - Ours de Villard-de-Lans
| vendredi 22 février 2013 | Pingouins de Morzine | 2-5 (0-2, 1-1, 1-2) | Ours de Villard-de-Lans | Škoda Arena 550 spectateurs |

| Feuille de match      | Feuille de match | Feuille de match            | Feuille de match | Feuille de match                                             |
| --------------------- | --- | --------------------------- | --- | ------------------------------------------------------------ |
|                       | 21 min 34 s, Johan Ohlsson (Konrad Reeder, Peter Szabo) (SN) 50 min 38 s, Cyril Papa (Mickaël Brodin, Johan Ohlsson) | 0-1 0-2 1-2 1-3 2-3 2-4 2-5 | 2 min 7 s, Jens Eriksson (Nick Canzanello) 15 min 26 s, Vincent Couture (Derek Roehl, Matic Kralj) (double IN) 30 min 54 s, Armando Scarlato (Vincent Couture) 54 min 59 s, Matic Kralj (Jens Eriksson) (SN) 57 min 46 s, Vincent Couture (cage vide) | Arbitrage : Savice Fabre Guillaume Florentin Matthieu Barbez |
| Henri-Corentin Buysse | Gardiens | Jeff Lerg                   | | Arbitrage : Savice Fabre Guillaume Florentin Matthieu Barbez |
| 60 min                | Pénalités | 52 min                      | | Arbitrage : Savice Fabre Guillaume Florentin Matthieu Barbez |
|                       | |                             | | Arbitrage : Savice Fabre Guillaume Florentin Matthieu Barbez |

| samedi 23 février 2013 | Pingouins de Morzine | 7-4 (2-0, 3-3, 2-1) | Ours de Villard-de-Lans | Škoda Arena 700 spectateurs |

| Feuille de match      | Feuille de match | Feuille de match                            | Feuille de match | Feuille de match                                           |
| --------------------- | --- | ------------------------------------------- | --- | ---------------------------------------------------------- |
|                       | 11 min 53 s, Robin Weihager (Evan Cheverie, Peter Szabo) (SN) 15 min 21 s, Evan Cheverie (Guillaume Doucet, Numa Besson) 35 min 26 s, Shane Lust (Konrad Reeder, Johan Ohlsson) 37 min 35 s, Evan Cheverie (Numa Besson, Guillaume Doucet) 38 min 49 s, Shane Lust (Konrad Reeder) 55 min 24 s, Evan Cheverie (Robin Weihager, Johan Ohlsson) (SN) 59 min 59 s, Shane Lust (cage vide) | 1-0 2-0 2-1 2-2 2-3 3-3 4-3 5-3 5-4 6-4 7-4 | 23 min 36 s, Derek Roehl (Nicolas Favarin, Quentin Jacquier) (SN) 25 min 28 s, Vincent Couture (Tim Hartung) 33 min 27 s, Jens Eriksson (Matic Kralj, Vincent Couture) 45 min 46 s, Vincent Couture (Tim Hartung, Jens Eriksson) (SN) | Arbitrage : Alexandre Bourreau Adrian Popa Gwilherm Margry |
| Henri-Corentin Buysse | Gardiens | Jeff Lerg                                   | | Arbitrage : Alexandre Bourreau Adrian Popa Gwilherm Margry |
| 6 min                 | Pénalités | 30 min                                      | | Arbitrage : Alexandre Bourreau Adrian Popa Gwilherm Margry |
|                       | |                                             | | Arbitrage : Alexandre Bourreau Adrian Popa Gwilherm Margry |

| mardi 26 février 2013 | Ours de Villard-de-Lans | 0-3 (0-0, 0-1, 0-2) | Pingouins de Morzine | Patinoire André Ravix 830 spectateurs |

| Feuille de match | Feuille de match | Feuille de match      | Feuille de match | Feuille de match                                                |
| ---------------- | ---------------- | --------------------- | --- | --------------------------------------------------------------- |
|                  |                  | 0-1 0-2 0-3           | 24 min 47 s, Evan Cheverie (Johan Ohlsson, Konrad Reeder) (SN) 54 min 46 s, Mathieu Jestin (Evan Cheverie, Guillaume Doucet) 58 min 8 s, Guillaume Doucet (Evan Cheverie, Johan Ohlsson) (cage vide) | Arbitrage : Jimmy Bergamelli Nicolas Cregut Guillaume Florentin |
| Jeff Lerg        | Gardiens         | Henri-Corentin Buysse | | Arbitrage : Jimmy Bergamelli Nicolas Cregut Guillaume Florentin |
| 22 min           | Pénalités        | 10 min                | | Arbitrage : Jimmy Bergamelli Nicolas Cregut Guillaume Florentin |
|                  |                  |                       | | Arbitrage : Jimmy Bergamelli Nicolas Cregut Guillaume Florentin |

| mercredi 27 février 2013 | Ours de Villard-de-Lans | 3-4 (pr) (0-0, 3-1, 0-2, 0-1) | Pingouins de Morzine | Patinoire André Ravix 650 spectateurs |

| Feuille de match | Feuille de match | Feuille de match            | Feuille de match | Feuille de match                                           |
| ---------------- | --- | --------------------------- | --- | ---------------------------------------------------------- |
|                  | 25 min 6 s, Kevyn Richard (Kenny Martin, Armando Scarlato) 31 min 54 s, Jens Eriksson (Matic Kralj, Tim Hartung) 34 min 16 s, Matic Kralj | 1-0 1-1 2-1 3-1 3-2 3-3 3-4 | 26 min 53 s, Josselin Besson (Mickaël Brodin) 42 min 10 s, Cyril Papa (Johan Ohlsson, Mickaël Brodin) 57 min 55 s, Evan Cheverie (Konrad Reeder, Robin Weihager) (double SN) 63 min 45 s, Konrad Reeder (Robin Weihager) | Arbitrage : Jérémy Rauline Guillaume Gielly Nicolas Cregut |
| Jeff Lerg        | Gardiens | Henri-Corentin Buysse       | | Arbitrage : Jérémy Rauline Guillaume Gielly Nicolas Cregut |
| 6 min            | Pénalités | 2 min                       | | Arbitrage : Jérémy Rauline Guillaume Gielly Nicolas Cregut |
|                  | |                             | | Arbitrage : Jérémy Rauline Guillaume Gielly Nicolas Cregut |

##### Gothiques d'Amiens - Étoile noire de Strasbourg
| vendredi 22 février 2013 | Gothiques d'Amiens | 2-3 (pr) (1-0, 0-1, 1-1, 0-1) | Étoile noire de Strasbourg | Coliséum 2 242 spectateurs |

| Feuille de match | Feuille de match                                                                                                   | Feuille de match    | Feuille de match | Feuille de match                                         |
| ---------------- | --- | ------------------- | --- | -------------------------------------------------------- |
|                  | 6 min 42 s, David Bastien (Martin Gascon, Jimi Santala) (SN) 46 min 53 s, Grégory Beron (Kevin Bergin, Luka Bašič) | 1-0 1-1 2-1 2-2 2-3 | 25 min 21 s, Julien Burgert (Lionel Tarantino, Hugues Cruchandeau) 56 min 40 s, David Stříž (Ján Cibuľa, Jakub Suchánek) 62 min 37 s, Ján Cibuľa (Pierre Bougé, Julien Correia) | Arbitrage : Jimmy Bergamelli Matthieu Loos Jérémy Metais |
| Juho Santanen    | Gardiens | Vladimír Hiadlovský | | Arbitrage : Jimmy Bergamelli Matthieu Loos Jérémy Metais |
| 6 min            | Pénalités | 22 min              | | Arbitrage : Jimmy Bergamelli Matthieu Loos Jérémy Metais |
|                  | |                     | | Arbitrage : Jimmy Bergamelli Matthieu Loos Jérémy Metais |

| samedi 23 février 2013 | Gothiques d'Amiens | 5-2 (2-1, 1-1, 2-0) | Étoile noire de Strasbourg | Coliséum 2 241 spectateurs |

| Feuille de match | Feuille de match | Feuille de match            | Feuille de match | Feuille de match                                          |
| ---------------- | --- | --------------------------- | --- | --------------------------------------------------------- |
|                  | 0 min 33 s, Aziz Baazzi (Martin Gascon, Romain Carpentier) 4 min 1 s, David Bastien (Julien Corriveau, Kevin Bergin) 23 min 57 s, Julien Corriveau (Grégory Beron, David Bastien) 44 min 16 s, Vincent Bachet (Luka Bašič, Marius Serer) 53 min 19 s, Julien Corriveau (Martin Gascon, David Bastien) (double SN) | 1-0 2-0 2-1 3-1 3-2 4-2 5-2 | 9 min 5 s, Julien Correia (Michal Česnek, David Cayer) (double SN) 32 min 47 s, Julien Correia (Ján Cibuľa, Pierre-Antoine Devin) | Arbitrage : Jérémy Rauline Pierre Dehaen Charlotte Girard |
| Juho Santanen    | Gardiens | Vladimír Hiadlovský         | | Arbitrage : Jérémy Rauline Pierre Dehaen Charlotte Girard |
| 8 min            | Pénalités | 16 min                      | | Arbitrage : Jérémy Rauline Pierre Dehaen Charlotte Girard |
|                  | |                             | | Arbitrage : Jérémy Rauline Pierre Dehaen Charlotte Girard |

| mardi 26 février 2013 | Étoile noire de Strasbourg | 1-4 (1-0, 0-2, 0-2) | Gothiques d'Amiens | L'Iceberg 1 650 spectateurs |

| Feuille de match    | Feuille de match                                 | Feuille de match    | Feuille de match | Feuille de match                                             |
| ------------------- | ------------------------------------------------ | ------------------- | --- | ------------------------------------------------------------ |
|                     | 7 min 6 s, Pierre-Antoine Devin (Julien Correia) | 1-0 1-1 1-2 1-3 1-4 | 24 min 3 s, Aina Rambelo (Luka Bašič) 26 min 0 s, Kevin Bergin (Marius Serer, Aina Rambelo) 48 min 21 s, Grégory Beron (Kevin Bergin) 53 min 8 s, Aina Rambelo | Arbitrage : Damien Bliek Anne-Sophie Boniface Thomas Caillot |
| Vladimír Hiadlovský | Gardiens                                         | Juho Santanen       | | Arbitrage : Damien Bliek Anne-Sophie Boniface Thomas Caillot |
| 6 min               | Pénalités                                        | 16 min              | | Arbitrage : Damien Bliek Anne-Sophie Boniface Thomas Caillot |
|                     |                                                  |                     | | Arbitrage : Damien Bliek Anne-Sophie Boniface Thomas Caillot |

| mercredi 27 février 2013 | Étoile noire de Strasbourg | 4-0 (2-1, 1-0, 0-1) | Gothiques d'Amiens | L'Iceberg 1 345 spectateurs |

| Feuille de match    | Feuille de match | Feuille de match | Feuille de match | Feuille de match                                            |
| ------------------- | --- | ---------------- | ---------------- | ----------------------------------------------------------- |
|                     | 18 min 35 s, Élie Marcos (Michal Česnek, Lionel Tarantino) (SN) 21 min 31 s, Lionel Tarantino (Élie Marcos) 23 min 32 s, Julien Correia (Jakub Suchánek) 33 min 53 s, David Cayer (Élie Marcos, Michal Česnek) | 1-0 2-0 3-0 4-0  |                  | Arbitrage : Bruno Colleoni Sébastien Geoffroy Jérémy Metais |
| Vladimír Hiadlovský | Gardiens | Juho Santanen    |                  | Arbitrage : Bruno Colleoni Sébastien Geoffroy Jérémy Metais |
| 55 min              | Pénalités | 55 min           |                  | Arbitrage : Bruno Colleoni Sébastien Geoffroy Jérémy Metais |
|                     | |                  |                  | Arbitrage : Bruno Colleoni Sébastien Geoffroy Jérémy Metais |

| samedi 2 mars 2013 | Gothiques d'Amiens | 4-5 (pr) (0-3, 3-0, 1-1, 0-1) | Étoile noire de Strasbourg | Coliséum 3 000 spectateurs |

| Feuille de match | Feuille de match | Feuille de match                    | Feuille de match | Feuille de match                                        |
| ---------------- | --- | ----------------------------------- | --- | ------------------------------------------------------- |
|                  | 24 min 20 s, David Bastien (Valentin Claireaux, Kevin Bergin) 33 min 39 s, Grégory Beron (Kevin Bergin, Valentin Claireaux) 35 min 51 s, Jimi Santala (David Bastien, Martin Gascon) (SN) 49 min 18 s, Julien Corriveau (David Bastien, Martin Gascon) (SN) | 0-1 0-2 0-3 1-3 2-3 3-3 4-3 4-4 4-5 | 9 min 15 s, Pierre-Antoine Devin (Julien Correia, Ján Cibuľa) 11 min 55 s, Michal Česnek (Élie Marcos, Jakub Suchánek) (SN) 13 min 15 s, David Cayer (Élie Marcos) 51 min 19 s, Carlo Grünn (David Stříž, Rickard Rollin Karlsson) 61 min 17 s, Ján Cibuľa (Julien Correia) | Arbitrage : Alexandre Hauchart Jérémy Metais Yann Furet |
| Juho Santanen    | Gardiens | Vladimír Hiadlovský                 | | Arbitrage : Alexandre Hauchart Jérémy Metais Yann Furet |
| 12 min           | Pénalités | 10 min                              | | Arbitrage : Alexandre Hauchart Jérémy Metais Yann Furet |
|                  | |                                     | | Arbitrage : Alexandre Hauchart Jérémy Metais Yann Furet |

#### Quarts de finale

##### Ducs d'Angers - Brûleurs de Loups de Grenoble
| 5 mars 2013 | Ducs d'Angers | 3-0 (1-0, 0-0, 2-0) | Brûleurs de Loups de Grenoble | Patinoire du Haras |

| Feuille de match | Feuille de match | Feuille de match | Feuille de match | Feuille de match                                                    |
| ---------------- | --- | ---------------- | ---------------- | ------------------------------------------------------------------- |
|                  | 17 min 5 s, Braden Walls (Marc Bélanger, Jonathan Bellemare) 54 min 16 s, Robin Gaborit (Éric Fortier) 58 min 52 s, Jonathan Bellemare | 1-0 2-0 3-0      |                  | Arbitrage : Nicolas Barbez Damien Bliek Pierre Dehaen Jérémy Metais |
| Florian Hardy    | Gardiens | Sébastien Raibon |                  | Arbitrage : Nicolas Barbez Damien Bliek Pierre Dehaen Jérémy Metais |
| 8 min            | Pénalités | 16 min           |                  | Arbitrage : Nicolas Barbez Damien Bliek Pierre Dehaen Jérémy Metais |
|                  | |                  |                  | Arbitrage : Nicolas Barbez Damien Bliek Pierre Dehaen Jérémy Metais |

| 6 mars 2013 | Ducs d'Angers | 4-1 (0-0, 3-1, 1-0) | Brûleurs de loups de Grenoble | Patinoire du Haras |

| Feuille de match | Feuille de match | Feuille de match    | Feuille de match                                             | Feuille de match                                                            |
| ---------------- | --- | ------------------- | ------------------------------------------------------------ | --------------------------------------------------------------------------- |
|                  | 26 min 38 s, Jeff May (Marc Bélanger, Jonathan Bellemare) 27 min 54 s, Braden Walls (Éric Fortier, Marc Bélanger) 28 min 40 s, Cody Campbell (Robin Gaborit, Michael Steiner) 58 min 47 s, Jeff May | 1-0 2-0 3-0 3-1 4-1 | 39 min 48 s, Mike Vaskivuo (Baptiste Amar, Sylvain Dufresne) | Arbitrage : Jimmy Bergamelli Alexandre Hauchart Yann Furet Charlotte Girard |
| Florian Hardy    | Gardiens | Sébastien Raibon    |                                                              | Arbitrage : Jimmy Bergamelli Alexandre Hauchart Yann Furet Charlotte Girard |
| 52 min           | Pénalités | 34 min              |                                                              | Arbitrage : Jimmy Bergamelli Alexandre Hauchart Yann Furet Charlotte Girard |
|                  | |                     |                                                              | Arbitrage : Jimmy Bergamelli Alexandre Hauchart Yann Furet Charlotte Girard |

| 8 mars 2013 | Brûleurs de loups de Grenoble | 3-2 (pr) (0-0, 1-0, 1-2, 1-0) | Ducs d'Angers | Patinoire Pôle Sud 3 500 spectateurs |

| Feuille de match | Feuille de match | Feuille de match    | Feuille de match                                                                                                  | Feuille de match                                                          |
| ---------------- | --- | ------------------- | --- | ------------------------------------------------------------------------- |
|                  | 34 min 50 s, Christophe Tartari (double SN) 54 min 51 s, Mike Vaskivuo (Kévin Dusseau) (SN) 64 min 44 s, Ed McGrane (Nicolas Antonoff) | 1-0 1-1 1-2 2-2 3-2 | 45 min 16 s, Michael Busto (Braden Walls, Marc Bélanger) 48 min 53 s, Cody Campbell (Tomáš Balúch, Julien Albert) | Arbitrage : Nicolas Barbez Jérémy Rauline Nicolas Cregut Guillaume Gielly |
| Sébastien Raibon | Gardiens | Florian Hardy       | | Arbitrage : Nicolas Barbez Jérémy Rauline Nicolas Cregut Guillaume Gielly |
| 10 min           | Pénalités | 34 min              | | Arbitrage : Nicolas Barbez Jérémy Rauline Nicolas Cregut Guillaume Gielly |
|                  | |                     | | Arbitrage : Nicolas Barbez Jérémy Rauline Nicolas Cregut Guillaume Gielly |

| 9 mars 2013 | Brûleurs de Loups de Grenoble | 2-1 (1-1, 1-0, 0-0) | Ducs d'Angers | Patinoire Pôle Sud 2 500 spectateurs |

| Feuille de match | Feuille de match                                                                                                   | Feuille de match | Feuille de match                            | Feuille de match                                                                |
| ---------------- | --- | ---------------- | ------------------------------------------- | ------------------------------------------------------------------------------- |
|                  | 3 min 14 s, Mike Vaskivuo (Matthieu Le Blond) 34 min 16 s, Christophe Tartari (François Ouimet, Matthieu Le Blond) | 1-0 1-1 2-1      | 6 min 48 s, Valentin Michel (Julien Albert) | Arbitrage : Savice Fabre Alexandre Bourreau Matthieu Barbez Guillaume Florentin |
| Sébastien Raibon | Gardiens | Florian Hardy    |                                             | Arbitrage : Savice Fabre Alexandre Bourreau Matthieu Barbez Guillaume Florentin |
| 16 min           | Pénalités | 20 min           |                                             | Arbitrage : Savice Fabre Alexandre Bourreau Matthieu Barbez Guillaume Florentin |
|                  | |                  |                                             | Arbitrage : Savice Fabre Alexandre Bourreau Matthieu Barbez Guillaume Florentin |

| 12 mars 2013 | Ducs d'Angers | 4-0 (1-0, 0-0, 3-0) | Brûleurs de loups de Grenoble | Patinoire du Haras |

| Feuille de match | Feuille de match | Feuille de match | Feuille de match | Feuille de match                                                      |
| ---------------- | --- | ---------------- | ---------------- | --------------------------------------------------------------------- |
|                  | 11 min 53 s, Jeff May (Jonathan Bellemare, Marc Bélanger) 51 min 46 s, Tomáš Balúch 53 min 39 s, Éric Fortier (Cody Campbell, Robin Gaborit) 58 min 49 s, Cody Campbell (Robin Gaborit) | 1-0 2-0 3-0 4-0  |                  | Arbitrage : Damien Bliek Alexandre Bourreau Thomas Caillot Yann Furet |
| Florian Hardy    | Gardiens | Sébastien Raibon |                  | Arbitrage : Damien Bliek Alexandre Bourreau Thomas Caillot Yann Furet |
| 4 min            | Pénalités | 6 min            |                  | Arbitrage : Damien Bliek Alexandre Bourreau Thomas Caillot Yann Furet |
|                  | |                  |                  | Arbitrage : Damien Bliek Alexandre Bourreau Thomas Caillot Yann Furet |

##### Chamois de Chamonix - Dauphins d'Épinal
| Feuille de match  | Feuille de match                                                                                                   | Feuille de match        | Feuille de match | Feuille de match                                                     |
| ----------------- | --- | ----------------------- | --- | -------------------------------------------------------------------- |
|                   | 9 min 26 s, Francis Charland (Carl Lauzon, Omar Pacha) (SN) 23 min 16 s, Arthur Cocar (Carl Lauzon, Jay Latulippe) | 1-0 1-1 1-2 2-2 2-3 2-4 | 15 min 7 s, Danick Bouchard (Sébastien Gauthier, Gasper Susanj) 16 min 52 s, Danick Bouchard (Steven Cacciotti, Ján Plch) (double SN) 25 min 33 s, Danick Bouchard (Sébastien Gauthier) (SN) 32 min 38 s, Gasper Susanj (Danick Bouchard, Maxime Ouimet) | Arbitrage : Bruno Colleoni Jérémy Rauline Nicolas Cregut Adrian Popa |
| Clément Fouquerel | Gardiens | Gabriel Girard          | | Arbitrage : Bruno Colleoni Jérémy Rauline Nicolas Cregut Adrian Popa |
| 12 min            | Pénalités | 12 min                  | | Arbitrage : Bruno Colleoni Jérémy Rauline Nicolas Cregut Adrian Popa |
|                   | |                         | | Arbitrage : Bruno Colleoni Jérémy Rauline Nicolas Cregut Adrian Popa |

| 6 mars 2013 | Chamois de Chamonix | 4-1 (0-0, 2-1, 2-0) | Dauphins d'Épinal | Centre sportif Richard-Bozon 2 080 spectateurs |

| Feuille de match  | Feuille de match | Feuille de match    | Feuille de match                                                                | Feuille de match                                                                |
| ----------------- | --- | ------------------- | ------------------------------------------------------------------------------- | ------------------------------------------------------------------------------- |
|                   | 22 min 44 s, Matthias Terrier (Jérémy Arès) 25 min 3 s, Clément Masson (Matthias Terrier, Damien Torfou) 54 min 7 s, Matthias Terrier (IN) 57 min 44 s, Laurent Gras | 1-0 2-0 2-1 3-1 4-1 | 32 min 33 s, Danick Bouchard (Sébastien Gauthier, Stéphane Gervais) (double SN) | Arbitrage : Savice Fabre Alexandre Bourreau Gwilherm Margry Guillaume Florentin |
| Clément Fouquerel | Gardiens | Gabriel Girard      |                                                                                 | Arbitrage : Savice Fabre Alexandre Bourreau Gwilherm Margry Guillaume Florentin |
| 14 min            | Pénalités | 46 min              |                                                                                 | Arbitrage : Savice Fabre Alexandre Bourreau Gwilherm Margry Guillaume Florentin |
|                   | |                     |                                                                                 | Arbitrage : Savice Fabre Alexandre Bourreau Gwilherm Margry Guillaume Florentin |

| Feuille de match | Feuille de match | Feuille de match                | Feuille de match | Feuille de match                                                        |
| ---------------- | --- | ------------------------------- | --- | ----------------------------------------------------------------------- |
|                  | 22 min 3 s, Danick Bouchard (IN) 38 min 19 s, Steven Cacciotti (Maxime Ouimet, Danick Bouchard) 39 min 41 s, Danick Bouchard (Yoann Chauvière, Stéphane Gervais) | 0-1 0-2 0-3 1-3 1-4 2-4 3-4 3-5 | 12 min 56 s, Laurent Gras (SN) 17 min 21 s, Omar Pacha (Francis Charland, Carl Lauzon) 19 min 8 s, Carl Lauzon (Omar Pacha) (IN) 28 min 17 s, Matthias Terrier (Carl Lauzon, Richard Aimonetto) (SN) 42 min 20 s, Francis Charland | Arbitrage : Damien Bliek Alexandre Hauchart Matthieu Loos Pierre Dehaen |
| Nicolas Ravel    | Gardiens | Clément Fouquerel               | | Arbitrage : Damien Bliek Alexandre Hauchart Matthieu Loos Pierre Dehaen |
| 20 min           | Pénalités | 18 min                          | | Arbitrage : Damien Bliek Alexandre Hauchart Matthieu Loos Pierre Dehaen |
|                  | |                                 | | Arbitrage : Damien Bliek Alexandre Hauchart Matthieu Loos Pierre Dehaen |

| Feuille de match | Feuille de match | Feuille de match                    | Feuille de match | Feuille de match                                                      |
| ---------------- | --- | ----------------------------------- | --- | --------------------------------------------------------------------- |
|                  | 5 min 35 s, Danick Bouchard (Maxime Ouimet, Sébastien Gauthier) 43 min 27 s, Steven Cacciotti (Sébastien Gauthier, Danick Bouchard) (SN) 47 min 3 s, Steven Cacciotti (Danick Bouchard, Stéphane Gervais) 56 min 30 s, Sébastien Gauthier (Steven Cacciotti, Danick Bouchard) 68 min 23 s, Stéphane Gervais (Sébastien Gauthier, Steven Cacciotti) | 1-0 1-1 1-2 1-3 1-4 2-4 3-4 4-4 5-4 | 13 min 39 s, Jérémy Arès (Matthias Terrier) 17 min 53 s, Francis Charland (Omar Pacha, Carl Lauzon) (double SN) 25 min 49 s, Francis Charland (Clément Masson, Kai Öhberg) 26 min 41 s, Francis Charland (Carl Lauzon) | Arbitrage : Bruno Colleoni Laurent Garbay Matthieu Loos Pierre Dehaen |
| Gabriel Girard   | Gardiens | Clément Fouquerel                   | | Arbitrage : Bruno Colleoni Laurent Garbay Matthieu Loos Pierre Dehaen |
| 14 min           | Pénalités | 20 min                              | | Arbitrage : Bruno Colleoni Laurent Garbay Matthieu Loos Pierre Dehaen |
|                  | |                                     | | Arbitrage : Bruno Colleoni Laurent Garbay Matthieu Loos Pierre Dehaen |

| Feuille de match  | Feuille de match | Feuille de match                | Feuille de match | Feuille de match                                                         |
| ----------------- | --- | ------------------------------- | --- | ------------------------------------------------------------------------ |
|                   | 28 min 33 s, Carl Lauzon (Omar Pacha) (SN) 43 min 22 s, Jay Latulippe (Omar Pacha, Francis Guérette-Charland) 55 min 19 s, Clément Masson (Jay Latulippe, Francis Guérette-Charland) (double SN) | 0-1 1-1 1-2 1-3 2-3 2-4 2-5 3-5 | 6 min 58 s, Steven Cacciotti (Sébastien Gauthier, Ján Plch) 28 min 55 s, Sébastien Gauthier (Danick Bouchard, Yoann Chauvière) (SN) 38 min 9 s, Michal Petrak (Ján Plch) (IN) 51 min 4 s, Benjamin Casavant (Ján Plch, Michal Petrak) 53 min 24 s, Michal Petrak | Arbitrage : Jimmy Bergamelli Savice Fabre Matthieu Barbez David Courgeon |
| Clément Fouquerel | Gardiens | Gabriel Girard                  | | Arbitrage : Jimmy Bergamelli Savice Fabre Matthieu Barbez David Courgeon |
| 16 min            | Pénalités | 30 min                          | | Arbitrage : Jimmy Bergamelli Savice Fabre Matthieu Barbez David Courgeon |
|                   | |                                 | | Arbitrage : Jimmy Bergamelli Savice Fabre Matthieu Barbez David Courgeon |

##### Dragons de Rouen - Pingouins de Morzine
| 5 mars 2013 | Dragons de Rouen | 5-2 (0-0, 3-1, 2-1) | Pingouins de Morzine | Île Lacroix 2 524 spectateurs |

| Feuille de match | Feuille de match | Feuille de match            | Feuille de match                                                      | Feuille de match                                                                    |
| ---------------- | --- | --------------------------- | --------------------------------------------------------------------- | ----------------------------------------------------------------------------------- |
|                  | 29 min 25 s, R. Faure (FP. Guénette, A. Rech) 33 min 11 s, J. Desrosiers (MA. Thinel, D. Fredriksson) (SN) 33 min 54 s, J. Štefanka (L. Benoît, R. Gutierrez) (SN) 43 min 11 s, MA Thinel (É. Castonguay, D. Fredriksson) 47 min 17 s, MA Thinel (J. Desrosiers, É. Castonguay) (SN) | 0-1 1-1 2-1 3-1 4-1 5-1 5-2 | 28 min 9 s, R. Takala (P. Szabó) 58 min 55 s, E. Cheverie (J. Besson) | Arbitrage : Alexandre Hauchart Jimmy Bergamelli Thomas Caillot Anne-Sophie Boniface |
| Fabrice Lhenry   | Gardiens | Henri-Corentin Buysse       |                                                                       | Arbitrage : Alexandre Hauchart Jimmy Bergamelli Thomas Caillot Anne-Sophie Boniface |
| 6 min            | Pénalités | 10 min                      |                                                                       | Arbitrage : Alexandre Hauchart Jimmy Bergamelli Thomas Caillot Anne-Sophie Boniface |
|                  | |                             |                                                                       | Arbitrage : Alexandre Hauchart Jimmy Bergamelli Thomas Caillot Anne-Sophie Boniface |

| 6 mars 2013 | Dragons de Rouen | 0-2 (0-0, 0-1, 0-1) | Pingouins de Morzine | Île Lacroix 2 746 spectateurs |

| Feuille de match | Feuille de match | Feuille de match      | Feuille de match                                                                                         | Feuille de match                                                     |
| ---------------- | ---------------- | --------------------- | --- | -------------------------------------------------------------------- |
|                  |                  | 0-1 0-2               | 20 min 30 s, G. Doucet (E. Cheverie, L. Gaydon) 59 min 41 s, G. Doucet (K. Reeder, P. Szabó) (cage vide) | Arbitrage : Matthieu Barbez Damien Bliek Matthieu Loos Pierre Dehaen |
| Fabrice Lhenry   | Gardiens         | Henri-Corentin Buysse | | Arbitrage : Matthieu Barbez Damien Bliek Matthieu Loos Pierre Dehaen |
| 75 min           | Pénalités        | 4 min                 | | Arbitrage : Matthieu Barbez Damien Bliek Matthieu Loos Pierre Dehaen |
|                  |                  |                       | | Arbitrage : Matthieu Barbez Damien Bliek Matthieu Loos Pierre Dehaen |

| 8 mars 2013 | Pingouins de Morzine | 3-4 (0-3, 1-1, 2-1) | Dragons de Rouen | Škoda Arena 1 278 spectateurs |

| Feuille de match      | Feuille de match | Feuille de match            | Feuille de match | Feuille de match                                                               |
| --------------------- | --- | --------------------------- | --- | ------------------------------------------------------------------------------ |
|                       | - - E. Cheverie (N. Besson, G. Doucet), 25 min 27 s - K. Reeder (J. Ohlsson, E. Cheverie) (2 SN), 54 min 30 s J. Besson (G. Doucet, M. Jestin), 56 min 51 s | 0-1 0-2 0-3 1-3 1-4 2-4 3-4 | 0 min 49 s, J. Štefanka (L. Benoît, J. Desrosiers) 7 min 4 s, J. Štefanka (L. Benoît, R. Gutierrez) 14 min 6 s, R. Gutierrez (L.Benoît, J. Štefanka) - 46 min 7 s, FP. Guénette (J. Desrosiers, É. Castonguay) (SN) - - | Arbitrage : Bruno Colleoni et Laurent Garbay David Courgeon et Gwilherm Margry |
| Henri-Corentin Buysse | Gardiens | Fabrice Lhenry              | | Arbitrage : Bruno Colleoni et Laurent Garbay David Courgeon et Gwilherm Margry |
| 16 min                | Pénalités | 14 min                      | | Arbitrage : Bruno Colleoni et Laurent Garbay David Courgeon et Gwilherm Margry |
|                       | |                             | | Arbitrage : Bruno Colleoni et Laurent Garbay David Courgeon et Gwilherm Margry |

| 9 mars 2013 | Pingouins de Morzine | 3-4 (pr) (0-2, 2-1, 1-0, 0-1) | Dragons de Rouen | Škoda Arena 1 278 spectateurs |

| Feuille de match      | Feuille de match | Feuille de match            | Feuille de match | Feuille de match                                                             |
| --------------------- | --- | --------------------------- | --- | ---------------------------------------------------------------------------- |
|                       | - J. Ohlsson (R. Weihager, P. Szabó) (2 SN), 27 min 54 s G. Doucet (S. Lust, M. Jestin) 28 min 21 s - K. Reeder (T. Evans, P. Szabó (SN)), 44 min 28 s | 0-1 0-2 1-2 2-2 2-3 3-3 3-4 | 9 min 40 s, A. Rech (FP. Guénette, J. Desrosiers) 11 min 26 s, FP. Guénette (J. Desrosiers, A. Rech) - 36 min 31 s, FP. Guénette (J. Desrosiers) - 60 min 36 s, J. Desrosiers (L. Lahesalu) | Arbitrage : Damien Bliek et Jérémy Rauline Sébastien Geoffroy et Adrian Popa |
| Henri-Corentin Buysse | Gardiens | Fabrice Lhenry              | | Arbitrage : Damien Bliek et Jérémy Rauline Sébastien Geoffroy et Adrian Popa |
| 28 min                | Pénalités | 30 min                      | | Arbitrage : Damien Bliek et Jérémy Rauline Sébastien Geoffroy et Adrian Popa |
|                       | |                             | | Arbitrage : Damien Bliek et Jérémy Rauline Sébastien Geoffroy et Adrian Popa |

##### Diables rouges de Briançon - Étoile noire de Strasbourg
| 5 mars 2013 | Diables rouges de Briançon | 2-3 (pr) (0-1, 0-0, 2-1, 0-1) | Étoile noire de Strasbourg | Patinoire René-Froger 2 038 spectateurs |

| Feuille de match | Feuille de match | Feuille de match    | Feuille de match                                                                                         | Feuille de match                                                                |
| ---------------- | --- | ------------------- | --- | ------------------------------------------------------------------------------- |
|                  | 51 min 16 s, Boštjan Goličič (Dave Labrecque, Viktor Szélig) 54 min 33 s, Dave Labrecque (Loïc Lampérier, Boštjan Goličič) | 0-1 0-2 1-2 2-2 2-3 | 18 min 56 s, Carlo Grünn 45 min 28 s, David Cayer (Hugues Cruchandeau) 62 min 27 s, Pierre-Antoine Devin | Arbitrage : Savice Fabre Alexandre Bourreau Guillaume Gielly Sébastien Geoffroy |
| Ronan Quemener   | Gardiens | Vladimír Hiadlovský | | Arbitrage : Savice Fabre Alexandre Bourreau Guillaume Gielly Sébastien Geoffroy |
| 6 min            | Pénalités | 14 min              | | Arbitrage : Savice Fabre Alexandre Bourreau Guillaume Gielly Sébastien Geoffroy |
|                  | |                     | | Arbitrage : Savice Fabre Alexandre Bourreau Guillaume Gielly Sébastien Geoffroy |

| 6 mars 2013 | Diables rouges de Briançon | 2-0 (0-0, 0-0, 2-0) | Étoile noire de Strasbourg | Patinoire René-Froger 1 927 spectateurs |

| Feuille de match | Feuille de match                                                                                                | Feuille de match    | Feuille de match | Feuille de match                                                         |
| ---------------- | --- | ------------------- | ---------------- | ------------------------------------------------------------------------ |
|                  | 41 min 32 s, Marc-André Bernier (Toby Lafrance, Dave Labrecque) (SN) 59 min 3 s, Marc-André Bernier (cage vide) | 1-0 2-0             |                  | Arbitrage : Bruno Colleoni Jérémy Rauline Matthieu Barbez David Courgeon |
| Ronan Quemener   | Gardiens | Vladimír Hiadlovský |                  | Arbitrage : Bruno Colleoni Jérémy Rauline Matthieu Barbez David Courgeon |
| 26 min           | Pénalités | 22 min              |                  | Arbitrage : Bruno Colleoni Jérémy Rauline Matthieu Barbez David Courgeon |
|                  | |                     |                  | Arbitrage : Bruno Colleoni Jérémy Rauline Matthieu Barbez David Courgeon |

| 8 mars 2013 | Étoile noire de Strasbourg | 2-6 (0-2, 1-2, 1-2) | Diables rouges de Briançon | Patinoire Iceberg 1 512 spectateurs |

| Feuille de match    | Feuille de match | Feuille de match                | Feuille de match | Feuille de match                                                          |
| ------------------- | --- | ------------------------------- | --- | ------------------------------------------------------------------------- |
|                     | 26 min 6 s, Lionel Tarantino (David Cayer, Élie Marcos) 45 min 38 s, Pierre-Antoine Devin (Julien Correia, Ján Cibuľa) (SN) | 0-1 0-2 0-3 1-3 1-4 2-4 2-5 2-6 | 7 min 26 s, Boštjan Goličič 9 min 7 s, Jakob Milovanovič (Loïc Lampérier, Dave Labrecque) 20 min 50 s, Toby Lafrance (Mitja Šivic, Marc-André Bernier) 36 min 58 s, Boštjan Goličič (Loïc Lampérier, Dave Labrecque) 50 min 44 s, Loïc Lampérier (Mitja Šivic, Jakob Milovanovič) 59 min 42 s, Sébastien Rohat (Peter Bourgaut, Florian Chakiachvili) | Arbitrage : Jimmy Bergamelli Savice Fabre Yann Furet Anne-Sophie Boniface |
| Vladimír Hiadlovský | Gardiens | Ronan Quemener                  | | Arbitrage : Jimmy Bergamelli Savice Fabre Yann Furet Anne-Sophie Boniface |
| 10 min              | Pénalités | 10 min                          | | Arbitrage : Jimmy Bergamelli Savice Fabre Yann Furet Anne-Sophie Boniface |
|                     | |                                 | | Arbitrage : Jimmy Bergamelli Savice Fabre Yann Furet Anne-Sophie Boniface |

| 9 mars 2013 | Étoile noire de Strasbourg | 1-4 (0-1, 0-2, 1-1) | Diables rouges de Briançon | Patinoire Iceberg 1 252 spectateurs |

| Feuille de match    | Feuille de match                                               | Feuille de match    | Feuille de match | Feuille de match                                                         |
| ------------------- | -------------------------------------------------------------- | ------------------- | --- | ------------------------------------------------------------------------ |
|                     | 59 min 18 s, Pierre-Antoine Devin (Ján Cibuľa, Julien Correia) | 0-1 0-2 0-3 0-4 1-4 | 13 min 34 s, Toby Lafrance (Marc-André Bernier, Teemu Linkomaa) 35 min 31 s, Olli Jokinen (Dave Labrecque, Boštjan Goličič) 36 min 20 s, Toby Lafrance (Mitja Šivic, Teddy Trabichet) 47 min 30 s, Marc-André Bernier (Toby Lafrance) | Arbitrage : Alexandre Hauchart Jimmy Bergamelli Yann Furet Jérémy Metais |
| Vladimír Hiadlovský | Gardiens                                                       | Ronan Quemener      | | Arbitrage : Alexandre Hauchart Jimmy Bergamelli Yann Furet Jérémy Metais |
| 4 min               | Pénalités                                                      | 10 min              | | Arbitrage : Alexandre Hauchart Jimmy Bergamelli Yann Furet Jérémy Metais |
|                     |                                                                |                     | | Arbitrage : Alexandre Hauchart Jimmy Bergamelli Yann Furet Jérémy Metais |

#### Demi-finales

##### Ducs d'Angers - Dauphins d'Épinal
| Feuille de match | Feuille de match | Feuille de match                | Feuille de match | Feuille de match                                                         |
| ---------------- | --- | ------------------------------- | --- | ------------------------------------------------------------------------ |
|                  | 17 min 6 s, Marcello Ranallo (Julien Albert, Tomáš Balúch) 31 min 14 s, Braden Walls (Jeff May, Marc Bélanger) 49 min 43 s, Jeff May (Marc Bélanger, Braden Walls) | 0-1 0-2 1-2 1-3 2-3 3-3 3-4 3-5 | 3 min 14 s, Jan Hagelberg (Peter Slovak, Danick Bouchard) 5 min 13 s, Danick Bouchard (Steven Cacciotti, Maxime Ouimet) 30 min 39 s, Michal Petrak (Benjamin Casavant, Ján Plch) 51 min 26 s, Yoann Chauvière (Danick Bouchard, Benjamin Casavant) 59 min 13 s, Benjamin Casavant (Danick Bouchard) | Arbitrage : Jérémy Rauline Nicolas Barbez Matthieu Loos Guillaume Gielly |
| Florian Hardy    | Gardiens | Gabriel Girard                  | | Arbitrage : Jérémy Rauline Nicolas Barbez Matthieu Loos Guillaume Gielly |
| 25 min           | Pénalités | 6 min                           | | Arbitrage : Jérémy Rauline Nicolas Barbez Matthieu Loos Guillaume Gielly |
|                  | |                                 | | Arbitrage : Jérémy Rauline Nicolas Barbez Matthieu Loos Guillaume Gielly |

| 16 mars 2013 | Ducs d'Angers | 3-2 (pr) (1-0, 0-1, 1-1, 1-0) | Dauphins d'Épinal | Patinoire du Haras |

| Feuille de match | Feuille de match | Feuille de match    | Feuille de match                                                                                           | Feuille de match                                                           |
| ---------------- | --- | ------------------- | --- | -------------------------------------------------------------------------- |
|                  | 19 min 2 s, Cody Campbell (Robin Gaborit, Éric Fortier) 57 min 10 s, Jonathan Harty (Jeff May) 66 min 28 s, Julien Albert (Jeff May) | 1-0 1-1 1-2 2-2 3-2 | 26 min 2 s, Sébastien Gauthier (Peter Slovak, Stéphane Gervais) 52 min 18 s, Sébastien Gauthier (Ján Plch) | Arbitrage : Alexandre Bourreau Damien Bliek Matthieu Loos Guillaume Gielly |
| Florian Hardy    | Gardiens | Gabriel Girard      | | Arbitrage : Alexandre Bourreau Damien Bliek Matthieu Loos Guillaume Gielly |
| 4 min            | Pénalités | 2 min               | | Arbitrage : Alexandre Bourreau Damien Bliek Matthieu Loos Guillaume Gielly |
|                  | |                     | | Arbitrage : Alexandre Bourreau Damien Bliek Matthieu Loos Guillaume Gielly |

| 19 mars 2013 | Dauphins d'Épinal | 3-5 (2-0, 1-2, 3-0) | Ducs d'Angers | Patinoire de Poissompré 1 500 spectateurs |

| Feuille de match | Feuille de match | Feuille de match                | Feuille de match | Feuille de match                                                      |
| ---------------- | --- | ------------------------------- | --- | --------------------------------------------------------------------- |
|                  | 13 min 46 s, Benjamin Casavant (Danick Bouchard) 18 min 15 s, Danick Bouchard 22 min 13 s, Elie Raibon (Kévin Benchabane) | 1-0 2-0 3-0 3-1 3-2 3-3 3-4 3-5 | 35 min 55 s, Jonathan Bellemare (Marc Bélanger) 39 min 36 s, Braden Walls (Jeff May) (SN) 42 min 15 s, Jonathan Harty (Jonathan Bellemare) (SN) 44 min 21 s, Pavol Mihálik (Jonathan Bellemare) 55 min 4 s, Marcello Ranallo (Éric Fortier) | Arbitrage : Damien Bliek Matthieu Barbez Pierre Dehaen David Courgeon |
| Gabriel Girard   | Gardiens | Florian Hardy                   | | Arbitrage : Damien Bliek Matthieu Barbez Pierre Dehaen David Courgeon |
| 22 min           | Pénalités | 24 min                          | | Arbitrage : Damien Bliek Matthieu Barbez Pierre Dehaen David Courgeon |
|                  | |                                 | | Arbitrage : Damien Bliek Matthieu Barbez Pierre Dehaen David Courgeon |

| 20 mars 2013 | Dauphins d'Épinal | 1-6 (0-1, 0-4, 1-1) | Ducs d'Angers | Patinoire de Poissompré 1 500 spectateurs |

| Feuille de match | Feuille de match                                               | Feuille de match            | Feuille de match | Feuille de match                                                             |
| ---------------- | -------------------------------------------------------------- | --------------------------- | --- | ---------------------------------------------------------------------------- |
|                  | 56 min 32 s, Yannick Offret (Danick Bouchard, Yoann Chauviere) | 0-1 0-2 0-3 0-4 0-5 0-6 1-6 | 9 min 43 s, Robin Gaborit (Éric Fortier) 21 min 11 s, Tomáš Balúch (Cody Campbell, Jonathan Harty) (SN) 29 min 15 s, Julien Albert (Jonathan Bellemare) 35 min 57 s, Brian Henderson (Tomáš Balúch, Julien Albert) 36 min 39 s, Julien Albert (Brian Henderson, Michael Busto) 44 min 14 s, Marc Bélanger (Braden Walls) | Arbitrage : Alexandre Bourreau Jimmy Bergamelli David Courgeon Pierre Dehaen |
| Gabriel Girard   | Gardiens                                                       | Florian Hardy               | | Arbitrage : Alexandre Bourreau Jimmy Bergamelli David Courgeon Pierre Dehaen |
| 6 min            | Pénalités                                                      | 8 min                       | | Arbitrage : Alexandre Bourreau Jimmy Bergamelli David Courgeon Pierre Dehaen |
|                  |                                                                |                             | | Arbitrage : Alexandre Bourreau Jimmy Bergamelli David Courgeon Pierre Dehaen |

##### Dragons de Rouen - Diables rouges de Briançon
| 15 mars 2013 | Dragons de Rouen | 4-6 (0-2, 2-2, 2-2) | Diables rouges de Briançon | Île Lacroix 2 457 spectateurs |

| Feuille de match | Feuille de match | Feuille de match                        | Feuille de match | Feuille de match                                                    |
| ---------------- | --- | --------------------------------------- | --- | ------------------------------------------------------------------- |
|                  | 28 min 37 s, Éric Castonguay (Johan Akerman, Julien Desrosiers) (SN) 32 min 35 s, Anthony Rech (Romain Gutierrez, Miroslav Ďurák) 49 min 49 s, Jonathan Janil (Marc-André Thinel) 51 min 32 s, Ilpo Salmivirta (Éric Castonguay) | 0-1 0-2 0-3 1-3 2-3 2-4 3-4 4-4 4-5 4-6 | 4 min 45 s, Dave Labrecque (Loïc Lampérier, Viktor Szélig) 12 min 7 s, Boštjan Goličič (Dave Labrecque, Loïc Lampérier) 21 min 53 s, Mitja Šivic (Dave Labrecque, Marc-André Bernier) (SN) 38 min 14 s, Mitja Šivic (Brett Wysopal, Michal Korenko) 57 min 41 s, Toby Lafrance (Mitja Šivic, Marc-André Bernier) 59 min 36 s, Dave Labrecque (Viktor Szélig, Brett Wysopal) (cage vide) | Arbitrage : Savice Fabre Jimmy Bergamelli Yann Furet David Courgeon |
| Fabrice Lhenry   | Gardiens | Ronan Quemener                          | | Arbitrage : Savice Fabre Jimmy Bergamelli Yann Furet David Courgeon |
| 14 min           | Pénalités | 10 min                                  | | Arbitrage : Savice Fabre Jimmy Bergamelli Yann Furet David Courgeon |
|                  | |                                         | | Arbitrage : Savice Fabre Jimmy Bergamelli Yann Furet David Courgeon |

| 16 mars 2013 | Dragons de Rouen | 6-5 (2-3, 2-0, 2-2) | Diables rouges de Briançon | Île Lacroix 2 680 spectateurs |

| Feuille de match | Feuille de match | Feuille de match                            | Feuille de match | Feuille de match                                                        |
| ---------------- | --- | ------------------------------------------- | --- | ----------------------------------------------------------------------- |
|                  | 4 min 35 s, Raphaël Faure (Loup Benoît) 6 min 21 s, Anthony Rech (Andrej Tavželj, Julien Desrosiers) 28 min 20 s, Ilpo Salmivirta (Marc-André Thinel) (SN) 34 min 0 s, Marc-André Thinel (Éric Castonguay) 52 min 28 s, Johan Akerman (Éric Castonguay, Marc-André Thinel) (double SN) 56 min 39 s, Miroslav Ďurák (Éric Castonguay, Marc-André Thinel) | 0-1 1-1 2-1 2-2 2-3 3-3 4-3 4-4 5-4 6-4 6-5 | 3 min 51 s, Boštjan Goličič (Marc-André Bernier, Dave Labrecque) (SN) 11 min 48 s, Jakob Milovanovič (Mitja Šivic, Olli Jokinen) (SN) 14 min 56 s, Marc-André Bernier (Mitja Šivic, Toby Lafrance) 46 min 42 s, Viktor Szélig (Marc-André Bernier, Mitja Šivic) 58 min 2 s, Boštjan Goličič (Marc-André Bernier, Brett Wysopal) | Arbitrage : Alexandre Hauchart Bruno Colleoni Yann Furet Thomas Caillot |
| Fabrice Lhenry   | Gardiens | Ronan Quemener                              | | Arbitrage : Alexandre Hauchart Bruno Colleoni Yann Furet Thomas Caillot |
| 14 min           | Pénalités | 20 min                                      | | Arbitrage : Alexandre Hauchart Bruno Colleoni Yann Furet Thomas Caillot |
|                  | |                                             | | Arbitrage : Alexandre Hauchart Bruno Colleoni Yann Furet Thomas Caillot |

| 19 mars 2013 | Diables rouges de Briançon | 4-5 (pr) (2-1, 1-1, 1-2, 0-1) | Dragons de Rouen | Patinoire René-Froger 1 826 spectateurs |

| Feuille de match | Feuille de match | Feuille de match                    | Feuille de match | Feuille de match                                                                |
| ---------------- | --- | ----------------------------------- | --- | ------------------------------------------------------------------------------- |
|                  | 0 min 17 s, Marc-André Bernier (Brett Wysopal) 4 min 46 s, Loïc Lampérier (Boštjan Goličič, Jakob Milovanovič) 36 min 37 s, Dave Labrecque (Cédric Di Dio Balsamo) 44 min 47 s, Boštjan Goličič (Brett Wysopal, Marc-André Bernier) | 1-0 2-0 2-1 2-2 3-2 4-2 4-3 4-4 4-5 | 13 min 22 s, Johan Akerman (Julien Desrosiers) 31 min 52 s, François-Pierre Guénette (Julien Desrosiers) 46 min 17 s, Loup Benoît (Juraj Štefanka, Romain Gutierrez) 49 min 31 s, Julien Desrosiers (Éric Castonguay, Jonathan Janil) 60 min 1 s, Marc-André Thinel (Johan Akerman) (SN) | Arbitrage : Jimmy Bergamelli Alexandre Bourreau Matthieu Barbez Gwilherm Margry |
| Ronan Quemener   | Gardiens | Fabrice Lhenry                      | | Arbitrage : Jimmy Bergamelli Alexandre Bourreau Matthieu Barbez Gwilherm Margry |
| 12 min           | Pénalités | 10 min                              | | Arbitrage : Jimmy Bergamelli Alexandre Bourreau Matthieu Barbez Gwilherm Margry |
|                  | |                                     | | Arbitrage : Jimmy Bergamelli Alexandre Bourreau Matthieu Barbez Gwilherm Margry |

| 20 mars 2013 | Diables rouges de Briançon | 3-4 (0-3, 2-1, 1-0) | Dragons de Rouen | Patinoire René-Froger |

| Feuille de match | Feuille de match | Feuille de match            | Feuille de match | Feuille de match                                                              |
| ---------------- | --- | --------------------------- | --- | ----------------------------------------------------------------------------- |
|                  | 23 min 37 s, Marc-André Bernier (Mitja Šivic, Toby Lafrance) 34 min 49 s, Toby Lafrance (Marc-André Bernier, Florian Chakiachvili) 47 min 2 s, Viktor Szélig (Mitja Šivic, Boštjan Goličič) | 0-1 0-2 0-3 1-3 2-3 2-4 3-4 | 4 min 33 s, Anthony Rech (François-Pierre Guénette, Andrej Tavželj) 6 min 13 s, Éric Castonguay (Julien Desrosiers, Johan Akerman) (SN) 8 min 12 s, Éric Castonguay (Ilpo Salmivirta) 36 min 40 s, Johan Akerman (Marc-André Thinel, Éric Castonguay) (SN) | Arbitrage : Bruno Colleoni Alexandre Hauchart Matthieu Barbez Gwilherm Margry |
| Ronan Quemener   | Gardiens | Fabrice Lhenry              | | Arbitrage : Bruno Colleoni Alexandre Hauchart Matthieu Barbez Gwilherm Margry |
| 18 min           | Pénalités | 14 min                      | | Arbitrage : Bruno Colleoni Alexandre Hauchart Matthieu Barbez Gwilherm Margry |
|                  | |                             | | Arbitrage : Bruno Colleoni Alexandre Hauchart Matthieu Barbez Gwilherm Margry |

#### Finale
| 26 mars 2013 | Ducs d'Angers | 3-5 (2-1, 1-3, 0-1) | Dragons de Rouen | Patinoire du Haras |

| Feuille de match | Feuille de match | Feuille de match                | Feuille de match | Feuille de match                                                            |
| ---------------- | --- | ------------------------------- | --- | --------------------------------------------------------------------------- |
|                  | 5 min 39 s, Michael Steiner (Marc Bélanger, Braden Walls) 12 min 13 s, Cody Campbell (Éric Fortier, Jonathan Harty) 35 min 28 s, Cody Campbell (Marcello Ranallo) | 0-1 1-1 2-1 2-2 2-3 3-3 3-4 3-5 | 2 min 18 s, Éric Castonguay 27 min 33 s, Julien Desrosiers 31 min 41 s, Marc-André Thinel (François-Pierre Guénette, Éric Castonguay) 48 min 11 s, David Fredriksson (Marc-André Thinel, Éric Castonguay) 59 min 0 s, Jonathan Janil (cage vide) | Arbitrage : Alexandre Bourreau Jimmy Bergamelli Matthieu Loos Pierre Dehaen |
| Florian Hardy    | Gardiens | Fabrice Lhenry                  | | Arbitrage : Alexandre Bourreau Jimmy Bergamelli Matthieu Loos Pierre Dehaen |
| 8 min            | Pénalités | 10 min                          | | Arbitrage : Alexandre Bourreau Jimmy Bergamelli Matthieu Loos Pierre Dehaen |
|                  | |                                 | | Arbitrage : Alexandre Bourreau Jimmy Bergamelli Matthieu Loos Pierre Dehaen |

| 27 mars 2013 | Ducs d'Angers | 2-3 (TB) (1-0, 1-1, 0-1, 0-0, 0-1) | Dragons de Rouen | Patinoire du Haras |

| Feuille de match | Feuille de match                                                                          | Feuille de match    | Feuille de match | Feuille de match                                                   |
| ---------------- | ----------------------------------------------------------------------------------------- | ------------------- | --- | ------------------------------------------------------------------ |
|                  | 11 min 8 s, Tomáš Balúch (Brian Henderson) 30 min 33 s, Braden Walls (Jonathan Bellemare) | 1-0 2-0 2-1 2-2 2-3 | 34 min 4 s, Anthony Rech (François-Pierre Guénette, Andrej Tavželj) 45 min 6 s, Juraj Štefanka (Romain Gutierrez, Léo Guillemain) 70 min 0 s, Ilpo Salmivirta | Arbitrage : Bruno Colleoni Nicolas Barbez Matthieu Loos Yann Furet |
| Florian Hardy    | Gardiens                                                                                  | Fabrice Lhenry      | | Arbitrage : Bruno Colleoni Nicolas Barbez Matthieu Loos Yann Furet |
| 6 min            | Pénalités                                                                                 | 31 min              | | Arbitrage : Bruno Colleoni Nicolas Barbez Matthieu Loos Yann Furet |
|                  |                                                                                           |                     | | Arbitrage : Bruno Colleoni Nicolas Barbez Matthieu Loos Yann Furet |

| 29 mars 2013 | Dragons de Rouen | 1-3 (1-0, 0-0, 0-3) | Ducs d'Angers | Île Lacroix 2 747 spectateurs |

| Feuille de match | Feuille de match                                                                  | Feuille de match | Feuille de match | Feuille de match                                                             |
| ---------------- | --------------------------------------------------------------------------------- | ---------------- | --- | ---------------------------------------------------------------------------- |
|                  | 12 min 10 s, Julien Desrosiers (François-Pierre Guénette, Marc-André Thinel) (SN) | 1-0 1-1 1-2 1-3  | 47 min 19 s, Marc Bélanger (Jeff May, Éric Fortier) (SN) 52 min 31 s, Michael Busto (Cody Campbell, Jonathan Harty) 59 min 27 s, Julien Albert (Florian Hardy) | Arbitrage : Jimmy Bergamelli Alexandre Bourreau Pierre Dehaen David Courgeon |
| Fabrice Lhenry   | Gardiens                                                                          | Florian Hardy    | | Arbitrage : Jimmy Bergamelli Alexandre Bourreau Pierre Dehaen David Courgeon |
| 28 min           | Pénalités                                                                         | 26 min           | | Arbitrage : Jimmy Bergamelli Alexandre Bourreau Pierre Dehaen David Courgeon |
|                  |                                                                                   |                  | | Arbitrage : Jimmy Bergamelli Alexandre Bourreau Pierre Dehaen David Courgeon |

| 30 mars 2013 | Dragons de Rouen | 4-7 (1-4, 2-1, 1-2) | Ducs d'Angers | Île Lacroix 2 747 spectateurs |

| Feuille de match | Feuille de match | Feuille de match                            | Feuille de match | Feuille de match                                                   |
| ---------------- | --- | ------------------------------------------- | --- | ------------------------------------------------------------------ |
|                  | 17 min 13 s, François-Pierre Guénette (Marc-André Thinel, Johan Akerman) 24 min 17 s, François-Pierre Guénette (Julien Desrosiers, Éric Castonguay) (SN) 32 min 5 s, Johan Akerman (Éric Castonguay) (double SN) 45 min 6 s, Julien Desrosiers (François-Pierre Guénette) (SN) | 0-1 0-2 0-3 1-3 1-4 2-4 3-4 3-5 3-6 4-6 4-7 | 2 min 27 s, Éric Fortier (Robin Gaborit, Pavol Mihalik) 10 min 24 s, Julien Albert (Jonathan Harty, Cody Campbell) 12 min 12 s, Cody Campbell 17 min 57 s, Brian Henderson (Jonathan Harty) 33 min 25 s, Éric Fortier (Cody Campbell) 41 min 17 s, Étienne Chiappino 58 min 48 s, Tomáš Balúch (cage vide) | Arbitrage : Bruno Colleoni Nicolas Barbez Pierre Dehaen Yann Furet |
| Fabrice Lhenry   | Gardiens | Florian Hardy                               | | Arbitrage : Bruno Colleoni Nicolas Barbez Pierre Dehaen Yann Furet |
| 4 min            | Pénalités | 36 min                                      | | Arbitrage : Bruno Colleoni Nicolas Barbez Pierre Dehaen Yann Furet |
|                  | |                                             | | Arbitrage : Bruno Colleoni Nicolas Barbez Pierre Dehaen Yann Furet |

| 2 avril 2013 | Ducs d'Angers | 1-0 (0-0, 0-0, 1-0) | Dragons de Rouen | Patinoire du Haras |

| Feuille de match | Feuille de match                         | Feuille de match | Feuille de match | Feuille de match                                                            |
| ---------------- | ---------------------------------------- | ---------------- | ---------------- | --------------------------------------------------------------------------- |
|                  | 57 min 23 s, Braden Walls (Éric Fortier) | 1-0              |                  | Arbitrage : Jimmy Bergamelli Alexandre Bourreau Pierre Dehaen Matthieu Loos |
| Florian Hardy    | Gardiens                                 | Fabrice Lhenry   |                  | Arbitrage : Jimmy Bergamelli Alexandre Bourreau Pierre Dehaen Matthieu Loos |
| 16 min           | Pénalités                                | 12 min           |                  | Arbitrage : Jimmy Bergamelli Alexandre Bourreau Pierre Dehaen Matthieu Loos |
|                  |                                          |                  |                  | Arbitrage : Jimmy Bergamelli Alexandre Bourreau Pierre Dehaen Matthieu Loos |

| 6 avril 2013 | Dragons de Rouen | 3-1 (0-1, 2-0, 1-0) | Ducs d'Angers | Île Lacroix 2 747 spectateurs |

| Feuille de match | Feuille de match | Feuille de match | Feuille de match                          | Feuille de match                                                       |
| ---------------- | --- | ---------------- | ----------------------------------------- | ---------------------------------------------------------------------- |
|                  | - MA. Thinel (J. Desrosiers), 25 min 56 s J. Štefanka (J. Janil, D. Fredriksson), 32 min 35 s I. Salmivirta (J. Štefanka) (CV), 59 min 53 s | 0-1 1-1 2-1 3-1  | 10 min 47 s, B. Henderson (J. Albert) - - | Arbitrage : Bruno Colleoni Matthieu Barbez Pierre Dehaen Matthieu Loos |
| Fabrice Lhenry   | Gardiens | Florian Hardy    |                                           | Arbitrage : Bruno Colleoni Matthieu Barbez Pierre Dehaen Matthieu Loos |
| 22 min           | Pénalités | 16 min           |                                           | Arbitrage : Bruno Colleoni Matthieu Barbez Pierre Dehaen Matthieu Loos |
| 34               | Tirs | 21               |                                           | Arbitrage : Bruno Colleoni Matthieu Barbez Pierre Dehaen Matthieu Loos |

| 9 avril 2013 | Ducs d'Angers | 3-4 (pr) (1-2, 0-1, 2-0, 0-1) | Dragons de Rouen | Patinoire du Haras |

| Feuille de match | Feuille de match | Feuille de match            | Feuille de match | Feuille de match                                                            |
| ---------------- | --- | --------------------------- | --- | --------------------------------------------------------------------------- |
|                  | - M. Bélanger (J. Bellemare, B. Walls), 16 min 20 s - M. Ranallo, 55 min 17 s É. Fortier (J. Bellemare), 59 min 57 s - | 0-1 1-1 1-2 1-3 2-3 3-3 3-4 | 11 min 50 s, J. Janil (FP. Guénette) - 18 min 18 s, J. Janil (É. Castonguay) 30 min 50 s, MA. Thinel (J. Desrosiers) - 61 min 29 s, FP. Guénette (J. Desrosiers) | Arbitrage : Bruno Colleoni et Nicolas Barbez Pierre Dehaen et Matthieu Loos |
| Florian Hardy    | Gardiens | Fabrice Lhenry              | | Arbitrage : Bruno Colleoni et Nicolas Barbez Pierre Dehaen et Matthieu Loos |
| 6 min            | Pénalités | 12 min                      | | Arbitrage : Bruno Colleoni et Nicolas Barbez Pierre Dehaen et Matthieu Loos |
|                  | |                             | | Arbitrage : Bruno Colleoni et Nicolas Barbez Pierre Dehaen et Matthieu Loos |

#### Effectif vainqueur
| Vainqueur Champions de France 2013 Dragons de Rouen | Gardiens de but : Fabrice Lhenry, Sebastian Ylönen Défenseurs : Florent Aubé, Mathieu Chevalier, Miroslav Ďurák, Léo Guillemain, Jonathan Janil, Lauri Lahesalu, Andrej Tavželj, Johan Åkerman (A) Attaquants : Loup Benoit, Éric Castonguay, Julien Desrosiers, David Fredriksson, François-Pierre Guénette (A), Romain Gutierrez, Maxime Joly, Anthony Rech, Ilpo Salmivirta, Juraj Štefanka, Dimitri Thillet, Marc-André Bernier (C) Entraîneur en chef : Rodolphe Garnier. |

### Poule de maintien
Cette série se joue au meilleur des cinq matches entre les Scorpions de Mulhouse et les Drakkars de Caen. En s'imposant 3 matchs à 0, les Drakkars se maintiennent tandis que les promus mulhousiens retournent en Division 1.
| vendredi 1 mars 2013 | Scorpions de Mulhouse | 2-3 (TB) (0-0, 2-2, 0-0, 0-0, 0-1) | Drakkars de Caen | Patinoire de l'Illberg 1 587 spectateurs |

| Feuille de match | Feuille de match | Feuille de match    | Feuille de match | Feuille de match                                              |
| ---------------- | --- | ------------------- | --- | ------------------------------------------------------------- |
|                  | 31 min 54 s, Christofer Lofberg (Aleš Černý, David Sallander) (SN) 38 min 37 s, Jacob Alner (Vladimir Kutny, Stefan Lachapelle) (SN) | 0-1 1-1 1-2 2-2 2-3 | 27 min 25 s, Charles Geslain (Jean-Christophe Gauthier) 36 min 53 s, Jérémie Romand (Brice Chauvel, Alexis Birolini) 70 min 0 s, Thiery Poudrier | Arbitrage : Jérémy Rauline David Courgeon Guillaume Florentin |
| Aleksis Ahlqvist | Gardiens | Lucas Normandon     | | Arbitrage : Jérémy Rauline David Courgeon Guillaume Florentin |
| 22 min           | Pénalités | 40 min              | | Arbitrage : Jérémy Rauline David Courgeon Guillaume Florentin |
|                  | |                     | | Arbitrage : Jérémy Rauline David Courgeon Guillaume Florentin |

| samedi 2 mars 2013 | Scorpions de Mulhouse | 1-6 (0-3, 0-2, 1-1) | Drakkars de Caen | Patinoire de l'Illberg 1 433 spectateurs |

| Feuille de match | Feuille de match                                              | Feuille de match            | Feuille de match | Feuille de match                                             |
| ---------------- | ------------------------------------------------------------- | --------------------------- | --- | ------------------------------------------------------------ |
|                  | 45 min 19 s, Vladimir Kutny (Jacob Alner, Christofer Lofberg) | 0-1 0-2 0-3 0-4 0-5 1-5 1-6 | 11 min 55 s, Pierre Bennett (Thiery Poudrier) (SN) 18 min 32 s, Maks Selan (Blake Cosgrove, Thiery Poudrier) (SN) 18 min 59 s, Pierre Bennett (Charles Geslain, Thibault Geffroy) (SN) 31 min 42 s, Charles Geslain (Thiery Poudrier, Jean-Christophe Gauthier) 37 min 7 s, Jean-Christophe Gauthier 47 min 20 s, Pierre Bennett (Thiery Poudrier, Jean-Christophe Gauthier) | Arbitrage : Damien Bliek Anne-Sophie Boniface Thomas Caillot |
| Aleksis Ahlqvist | Gardiens                                                      | Lucas Normandon             | | Arbitrage : Damien Bliek Anne-Sophie Boniface Thomas Caillot |
| 93 min           | Pénalités                                                     | 43 min                      | | Arbitrage : Damien Bliek Anne-Sophie Boniface Thomas Caillot |
|                  |                                                               |                             | | Arbitrage : Damien Bliek Anne-Sophie Boniface Thomas Caillot |

| vendredi 8 mars 2013 | Drakkars de Caen | 2-0 (1-0, 0-0, 1-0) | Scorpions de Mulhouse | Patinoire de Caen la mer 1 430 spectateurs |

| Feuille de match | Feuille de match | Feuille de match | Feuille de match | Feuille de match                                               |
| ---------------- | --- | ---------------- | ---------------- | -------------------------------------------------------------- |
|                  | 2 min 22 s, Brice Chauvel (Jean-Christophe Gauthier, Blake Cosgrove) 57 min 38 s, Jean-Christophe Gauthier (Thiery Poudrier, Blake Cosgrove) | 1-0 2-0          |                  | Arbitrage : Alexandre Bourreau Charlotte Girard Thomas Caillot |
| Lucas Normandon  | Gardiens | Aleksis Ahlqvist |                  | Arbitrage : Alexandre Bourreau Charlotte Girard Thomas Caillot |
| 8 min            | Pénalités | 10 min           |                  | Arbitrage : Alexandre Bourreau Charlotte Girard Thomas Caillot |
|                  | |                  |                  | Arbitrage : Alexandre Bourreau Charlotte Girard Thomas Caillot |

## Division 1

### Équipes qualifiées en Division 1
Les équipes engagées en Division 1 sont au nombre de quatorze.
- Galaxians d'Amnéville, promu de Division 2
- Hormadi d'Anglet
- Chevaliers du Lac d'Annecy, promu de Division 2
- Boxers de Bordeaux
- Albatros de Brest
- Coqs de Courbevoie
- Corsaires de Dunkerque
- Lions de Lyon
- HC Mont-Blanc
- Vipers de Montpellier
- Bisons de Neuilly-sur-Marne, relégué de Ligue Magnus
- Aigles de Nice
- Phénix de Reims
- Bélougas de Toulouse

### Saison régulière
La saison régulière se joue du 8 septembre 2012 au 23 mars 2013.
Les quatorze équipes sont réunies au sein d'une poule unique qui se joue en matchs aller-retour.
Les huit premiers se qualifient pour les séries éliminatoires qui se jouent à chaque tour au meilleur des trois matchs (match aller chez l'équipe la moins classée, match retour et match d'appui éventuel chez le mieux classé). Le vainqueur de la finale est sacré champion de Division 1 et est promu en Ligue Magnus.
Les équipes classés treizième et quatorzième sont reléguées en Division 2.

#### Résultats
Le score de l'équipe à domicile, située dans la colonne de gauche, est inscrit en premier.
| Équipes           | Amnéville | Anglet  | Annecy | Bordeaux | Brest   | Courbevoie | Dunkerque | Lyon    | Mont-Blanc | Montpellier | Neuilly | Nice   | Reims   | Toulouse |
| Amnéville         |           | 0-5     | 0-2    | 2-3      | 4-5 tab | 3-7        | 3-4       | 2-10    | 2-7        | 2-7         | 2-9     | 2-8    | 0-5     | 3-4 ap   |
| Anglet            | 6-1       |         | 3-2    | 3-5      | 2-3     | 4-6        | 5-3       | 4-2     | 3-0        | 4-1         | 7-3     | 2-3    | 4-3     | 4-5      |
| Annecy            | 3-4 tab   | 2-6     |        | 5-8      | 4-3     | 5-4        | 5-6 tab   | 4-2     | 7-8        | 3-8         | 4-2     | 5-4    | 5-4 ap  | 2-5      |
| Bordeaux          | 12-0      | 4-3 ap  | 7-2    |          | 4-3 ap  | 7-3        | 2-3 ap    | 4-2     | 2-3        | 8-4         | 1-4     | 3-4 ap | 3-2     | 5-3      |
| Brest             | 9-2       | 6-1     | 8-7    | 8-0      |         | 5-1        | 3-2 ap    | 4-3 ap  | 9-1        | 2-1         | 8-3     | 5-3    | 5-1     | 9-1      |
| Courbevoie        | 7-3       | 5-2     | 7-3    | 5-7      | 6-2     |            | 7-3       | 4-2     | 14-3       | 5-1         | 4-5     | 2-3    | 2-3     | 10-3     |
| Dunkerque         | 7-3       | 1-6     | 7-1    | 0-4      | 3-4     | 6-1        |           | 3-4 ap  | 5-2        | 5-4 ap      | 3-6     | 3-2    | 2-1 tab | 4-2      |
| Lyon              | 3-1       | 7-3     | 1-4    | 7-3      | 5-4 ap  | 7-3        | 5-3       |         | 4-2        | 2-3         | 7-2     | 3-2    | 6-1     | 8-6      |
| Mont-Blanc        | 4-1       | 6-3     | 3-1    | 6-1      | 2-8     | 5-4        | 1-3       | 7-9     |            | 6-5         | 5-6 ap  | 3-6    | 3-6     | 5-3      |
| Montpellier       | 6-0       | 2-3 tab | 2-4    | 6-2      | 6-5 tab | 4-2        | 3-2       | 3-4 tab | 6-2        |             | 3-6     | 7-2    | 3-2 ap  | 6-5      |
| Neuilly-sur-Marne | 9-2       | 7-4     | 5-2    | 2-1      | 4-3     | 2-4        | 6-5 ap    | 2-4     | 7-5        | 5-8         |         | 5-3    | 3-1     | 3-4      |
| Nice              | 3-4 tab   | 1-2 ap  | 6-0    | 3-5      | 8-3     | 3-5        | 3-2       | 4-3     | 6-4        | 5-3         | 6-3     |        | 5-2     | 5-2      |
| Reims             | 2-3       | 5-1     | 7-2    | 7-3      | 6-5     | 3-1        | 2-3 tab   | 4-5     | 7-1        | 4-3 tab     | 4-3     | 3-1    |         | 5-2      |
| Toulouse          | 3-1       | 5-3     | 3-1    | 1-4      | 5-3     | 1-4        | 4-5       | 0-4     | 5-7        | 4-6         | 6-5     | 2-5    | 4-7     |          |

#### Classement
Une victoire rapporte 2 points, une défaite en prolongation ou aux tirs au but 1 point et une défaite dans le temps réglementaire aucun point. Les huit premières équipes sont qualifiées pour les quarts de finale des séries éliminatoires. Les deux dernières équipes sont reléguées en Division 2.
| Clt   | Équipe           | PJ | V  | VP | D  | DP | BP  | BC  | Diff | Pts |
| ----- | ---------------- | -- | -- | -- | -- | -- | --- | --- | ---- | --- |
| +001, | Brest            | 26 | 14 | 3  | 6  | 3  | 132 | 85  | +47  | 37  |
| +002, | Lyon             | 26 | 15 | 3  | 7  | 1  | 119 | 82  | +37  | 37  |
| +003, | Bordeaux         | 26 | 14 | 2  | 8  | 2  | 108 | 91  | +17  | 34  |
| +004, | Montpellier      | 26 | 12 | 2  | 8  | 4  | 111 | 94  | +17  | 32  |
| +005, | Reims            | 26 | 13 | 1  | 8  | 4  | 97  | 78  | +19  | 32  |
| +006, | Nice             | 26 | 14 | 1  | 9  | 2  | 104 | 83  | +21  | 32  |
| +007, | Dunkerque        | 26 | 9  | 5  | 9  | 3  | 93  | 89  | +4   | 31  |
| +008, | Neuilly/Marne    | 26 | 13 | 2  | 11 | 0  | 117 | 106 | +11  | 30  |
| +009, | Courbevoie       | 26 | 14 | 0  | 12 | 0  | 123 | 95  | +28  | 28  |
| +010, | Anglet           | 26 | 11 | 2  | 12 | 1  | 93  | 88  | +5   | 27  |
| +011, | Mont Blanc       | 26 | 11 | 0  | 14 | 1  | 101 | 133 | -32  | 23  |
| +012, | Annecy           | 26 | 8  | 1  | 15 | 2  | 85  | 123 | -38  | 20  |
| +013, | Toulouse Blagnac | 26 | 8  | 1  | 17 | 0  | 88  | 124 | -36  | 18  |
| +014, | Amnéville        | 26 | 1  | 2  | 21 | 2  | 50  | 150 | -100 | 8   |

- Qualifié pour les quarts de finale
- Relégué en Division 2

#### Meilleurs pointeurs
| Joueur          | Équipe           | PJ | B  | A  | Pts | Pun |
| --------------- | ---------------- | -- | -- | -- | --- | --- |
| Kevin Gadoury   | Courbevoie       | 26 | 22 | 44 | 66  | 26  |
| Julien Tremblay | Courbevoie       | 26 | 29 | 30 | 59  | 76  |
| Benjamin Rubin  | Courbevoie       | 26 | 28 | 31 | 59  | 62  |
| Nicholas Pard   | Brest            | 24 | 27 | 28 | 55  | 57  |
| Jimi Palanto    | Toulouse-Blagnac | 26 | 22 | 30 | 52  | 28  |

### Séries éliminatoires

#### Tableau
|  |                             |                     |                 |               |                     |     |   |            |            |                     |            |            |                   |     |        |        |        |        |        |  |  |
|  | 1/4 de finale               | 1/4 de finale       | 1/4 de finale   | 1/4 de finale | 1/4 de finale       |     |   | 1/2 finale | 1/2 finale | 1/2 finale          | 1/2 finale | 1/2 finale |                   |     | Finale | Finale | Finale | Finale | Finale |  |  |
|  | 30 mars et 6 avril 2013     |                     |                 |               |                     |     |   |            |            |                     |            |            |                   |     |        |        |        |        |        |  |  |
|  |                             |                     |                 |               |                     |     |   |            |            |                     |            |            |                   |     |        |        |        |        |        |  |  |
|  | Albatros de Brest           | (1)                 | 2               | 6             |                     |     |   |            |            |                     |            |            |                   |     |        |        |        |        |        |  |  |
|  | Albatros de Brest           | (1)                 | 2               | 6             | 10 et 13 avril 2013 |     |   |            |            |                     |            |            |                   |     |        |        |        |        |        |  |  |
|  | Bisons de Neuilly-sur-Marne | (8)                 | 1               | 5             |                     |     |   |            |            |                     |            |            |                   |     |        |        |        |        |        |  |  |
|  | Bisons de Neuilly-sur-Marne | (8)                 | 1               | 5             | Albatros de Brest   | (1) | 6 | 3          |            |                     |            |            |                   |     |        |        |        |        |        |  |  |
|  | 30 mars, 6 et 7 avril 2013  |                     |                 |               | Albatros de Brest   | (1) | 6 | 3          |            |                     |            |            |                   |     |        |        |        |        |        |  |  |
|  |                             |                     | Phénix de Reims | (5)           | 5                   | 0   |   |            |            |                     |            |            |                   |     |        |        |        |        |        |  |  |
|  | Vipers de Montpellier       | (4)                 | Phénix de Reims | (5)           | 5                   | 0   | 2 | 4          | 2          |                     |            |            |                   |     |        |        |        |        |        |  |  |
|  | Vipers de Montpellier       | (4)                 |                 |               |                     |     | 2 | 4          | 2          | 17 et 20 avril 2013 |            |            |                   |     |        |        |        |        |        |  |  |
|  | Phénix de Reims             | (5)                 | 4               | 0             | 5                   |     |   |            |            |                     |            |            |                   |     |        |        |        |        |        |  |  |
|  | Phénix de Reims             | (5)                 | 4               | 0             | 5                   |     |   |            |            |                     |            |            | Albatros de Brest | (1) | 5      | 5      |        |        |        |  |  |
|  | 30 mars et 6 avril 2013     |                     |                 |               |                     |     |   |            |            |                     |            |            | Albatros de Brest | (1) | 5      | 5      |        |        |        |  |  |
|  |                             | Lions de Lyon       | (2)             | 4             | 4                   |     |   |            |            |                     |            |            |                   |     |        |        |        |        |        |  |  |
|  | Boxers de Bordeaux          | Lions de Lyon       | (2)             | 4             | 4                   | (3) | 5 | 5          |            |                     |            |            |                   |     |        |        |        |        |        |  |  |
|  | Boxers de Bordeaux          | 10 et 13 avril 2013 |                 |               |                     | (3) | 5 | 5          |            |                     |            |            |                   |     |        |        |        |        |        |  |  |
|  | Aigles de Nice              | (6)                 | 4               | 4             |                     |     |   |            |            |                     |            |            |                   |     |        |        |        |        |        |  |  |
|  | Aigles de Nice              | (6)                 | 4               | 4             | Boxers de Bordeaux  | (3) | 1 | 2          |            |                     |            |            |                   |     |        |        |        |        |        |  |  |
|  | 30 mars, 6 et 7 avril 2013  |                     |                 |               | Boxers de Bordeaux  | (3) | 1 | 2          |            |                     |            |            |                   |     |        |        |        |        |        |  |  |
|  |                             |                     | Lions de Lyon   | (2)           | 6                   | 9   |   |            |            |                     |            |            |                   |     |        |        |        |        |        |  |  |
|  | Lions de Lyon               | (2)                 | Lions de Lyon   | (2)           | 6                   | 9   | 2 | 7          | 6          |                     |            |            |                   |     |        |        |        |        |        |  |  |
|  | Lions de Lyon               | (2)                 |                 |               |                     |     | 2 | 7          | 6          |                     |            |            |                   |     |        |        |        |        |        |  |  |
|  | Corsaires de Dunkerque      | (7)                 | 4               | 2             | 0                   |     |   |            |            |                     |            |            |                   |     |        |        |        |        |        |  |  |
|  | Corsaires de Dunkerque      | (7)                 | 4               | 2             | 0                   |     |   |            |            |                     |            |            |                   |     |        |        |        |        |        |  |  |

#### Finale
| 17 avril 2013 | Lions de Lyon | 4-5 (3-1, 1-2, 0-2) | Albatros de Brest | Patinoire Charlemagne 2 998 spectateurs |

| Feuille de match  | Feuille de match | Feuille de match                    | Feuille de match | Feuille de match                                            |
| ----------------- | --- | ----------------------------------- | --- | ----------------------------------------------------------- |
|                   | 2 min 48 s, Aymeric Gillet (IN) 7 min 11 s, Alexander Olsson (Éric Medeiros, Vikhael To-Landry) 18 min 31 s, Julien Lebey (Miroslav Kristín) 24 min 48 s, Alexander Olsson (Vikhael To-Landry, Éric Medeiros) | 1-0 2-0 2-1 3-1 4-1 4-2 4-3 4-4 4-5 | 12 min 16 s, David Hennebert (Quentin Berthon) 28 min 25 s, David Hennebert (SN) 30 min 01 s, Nicholas Pard (David Croteau, Jaroslav Prosvic) (SN) 42 min 05 s, David Poulin (David Croteau, Jaroslav Prosvic) (SN) 48 min 33 s, David Croteau | Arbitrage : Laurent Garbay Guillaume Barthe Gildas Fontaine |
| Guillaume Richard | Gardiens | Léo Bertein                         | | Arbitrage : Laurent Garbay Guillaume Barthe Gildas Fontaine |
| 16 min            | Pénalités | 24 min                              | | Arbitrage : Laurent Garbay Guillaume Barthe Gildas Fontaine |
|                   | |                                     | | Arbitrage : Laurent Garbay Guillaume Barthe Gildas Fontaine |

| 20 avril 2013 | Albatros de Brest | 5-4 (pr) (2-1, 1-2, 1-1, 1-0) | Lions de Lyon | Rinkla Stadium 1 600 spectateurs |

| Feuille de match | Feuille de match | Feuille de match                    | Feuille de match | Feuille de match                                               |
| ---------------- | --- | ----------------------------------- | --- | -------------------------------------------------------------- |
|                  | 8 min 33 s, Alexandre Lefebvre 9 min 37 s, Erwan Pain (Graham Avenel) 34 min 59 s, Jonathan Avenel (Alexandre Lefebvre, Daniel Carlsson) (SN) 42 min 34 s, Alan Dana (Graham Avenel) 63 min 26 s, David Poulin (David Croteau, Nicholas Pard) (SN) | 1-0 2-0 2-1 2-2 2-3 3-3 3-4 4-4 5-4 | 18 min 19 s, Miroslav Kristin (Erik Caladi) 32 min 0 s, Vikhael To-Landry (SN) 32 min 56 s, Erik Caladi (Miroslav Kristin) 41 min 44 s, Eric Medeiros (Vikhael To-Landry, Alexander Olsson) | Arbitrage : Stéphane Rousselin Clément Goncalves Maxime Durand |
| Arnaud Goetz     | Gardiens | Guillaume Richard                   | | Arbitrage : Stéphane Rousselin Clément Goncalves Maxime Durand |
| 12 min           | Pénalités | 16 min                              | | Arbitrage : Stéphane Rousselin Clément Goncalves Maxime Durand |
|                  | |                                     | | Arbitrage : Stéphane Rousselin Clément Goncalves Maxime Durand |

## Division 2

### Formule de la saison
La saison régulière se joue du 22 septembre 2012 au 16 février 2013.
Les 18 équipes engagées sont réparties en deux poules de 9 suivant le système IIHF fondé sur le classement de la saison précédente. Chaque poule se joue en matchs aller-retour.
Les huit premiers de chaque poule se qualifient pour les séries éliminatoires qui se jouent en simple aller-retour (ainsi quand il y a match nul, il n'y a pas de prolongation, le score est conservé tel quel) en huitièmes et quarts de finale. Ainsi, le score cumulé des deux matchs désigne le qualifié. En cas d'égalité, sur l'ensemble des 2 matchs d'une série, une prolongation est alors disputée, s'il n'y a pas de but durant ces 10 minutes, des tirs au but sont alors joués.
Les demi-finales et la finale se déroulent au meilleur des trois matchs. Des prolongations et des tirs au but peuvent être nécessaires pour départager les équipes au cours d'un match. Le vainqueur de la finale est sacré champion de Division 2. Le champion et le finaliste sont promus en Division 1.

#### Attribution des points
- 2 pts pour une victoire en temps réglementaire, après prolongations ou aux tirs au but
- 1 pt pour une défaite après prolongations ou aux tirs au but
- 0 pt pour une défaite en temps réglementaire[3]

### Équipes engagées
Les équipes engagées en Division 2 sont au nombre de dix-huit (dont deux équipes réserves). Elles sont réparties en deux poules de neuf :
| Poule A - Castors d'Asnières - Jokers de Cergy relégué de Division 1 - Éléphants de Chambéry - Élans de Champigny - Dogs de Cholet - Aigles de La Roche-sur-Yon - Comètes de Meudon - Français volants de Paris - Boucaniers de Toulon | Poule B - Sangliers Arvernes de Clermont - Lions de Compiègne - Peaux-Rouges d'Évry - Corsaires de Nantes - Dragons de Rouen 2 - Étoile noire de Strasbourg 2 promu de Division 3 - Remparts de Tours - Bouquetins de Val-Vanoise - Lynx de Valence relégué de Division 1 |

### Saison régulière
- 22 septembre 2012 - 16 février 2013

#### Poule A
| Équipes                    | Asnières | Cergy   | Chambéry | Champigny | Cholet | La Roche-sur-Yon | Meudon  | Paris   | Toulon |
| Castors d'Asnières         |          | 6-7 ap  | 5-3      | 3-1       | 1-5    | 3-0              | 2-3 tab | 4-3 tab | 3-2 ap |
| Jokers de Cergy            | 2-6      |         | 6-2      | 7-3       | 2-9    | 4-2              | 4-5     | 3-1     | 6-3    |
| Éléphants de Chambéry      | 6-4      | 6-8     |          | 9-6       | 6-3    | 2-4              | 5-4 ap  | 1-4     | 6-5    |
| Élans de Champigny         | 2-1 tab  | 4-5 tab | 3-4 ap   |           | 2-3    | 2-5              | 3-6     | 5-9     | 9-2    |
| Dogs de Cholet             | 6-3      | 5-2     | 8-3      | 6-3       |        | 4-1              | 6-5     | 8-5     | 9-4    |
| Aigles de La Roche-sur-Yon | 1-4      | 7-2     | 3-0      | 6-4       | 1-4    |                  | 4-1     | 6-2     | 2-1    |
| Comètes de Meudon          | 0-7      | 2-5     | 5-8      | 4-3 ap    | 1-4    | 3-2              |         | 4-2     | 1-3    |
| Français volants de Paris  | 6-3      | 4-1     | 5-2      | 7-0       | 2-6    | 8-2              | 6-3     |         | 5-0    |
| Boucaniers de Toulon       | 4-0      | 4-5     | 6-5      | 7-3       | 2-3    | 4-2              | 2-3     | 5-6 ap  |        |

| Clt   | Équipe           | PJ | V  | VP | D  | DP | BP | BC | Diff | Pts |
| ----- | ---------------- | -- | -- | -- | -- | -- | -- | -- | ---- | --- |
| +001, | Cholet           | 16 | 15 | 0  | 1  | 0  | 89 | 43 | +46  | 30  |
| +002, | Paris            | 16 | 9  | 1  | 5  | 1  | 75 | 53 | +22  | 21  |
| +003, | Cergy            | 16 | 8  | 2  | 6  | 0  | 69 | 69 | 0    | 20  |
| +004, | Asnières         | 16 | 6  | 2  | 5  | 3  | 55 | 51 | +4   | 19  |
| +005, | La Roche-sur-Yon | 16 | 8  | 0  | 8  | 0  | 48 | 48 | 0    | 16  |
| +006, | Meudon           | 16 | 5  | 2  | 7  | 8  | 50 | 66 | -16  | 15  |
| +007, | Chambéry         | 16 | 5  | 2  | 9  | 0  | 68 | 79 | -11  | 14  |
| +008, | Toulon           | 16 | 5  | 0  | 9  | 2  | 54 | 68 | -14  | 11  |
| +009, | Champigny        | 16 | 1  | 1  | 11 | 3  | 53 | 84 | -31  | 7   |

- Qualifié pour les huitièmes de finale

#### Poule B
| Équipes                        | Clermont | Compiègne | Évry    | Nantes | Rouen 2 | Strasbourg 2 | Tours  | Val-Vanoise | Valence |
| Sangliers Arvernes de Clermont |          | 7-4       | 0-3     | 4-5    | 6-3     | 6-9          | 0-13   | 4-7         | 2-3 ap  |
| Lions de Compiègne             | 6-4      |           | 3-1     | 3-5    | 4-2     | 2-1          | 2-4    | 3-6         | 3-2 tab |
| Peaux-Rouges d'Évry            | 10-5     | 6-1       |         | 5-3    | 9-0     | 10-3         | 6-3    | 3-7         | 4-1     |
| Corsaires de Nantes            | 8-2      | 9-3       | 6-5 tab |        | 6-3     | 9-2          | 5-2    | 7-4         | 3-2     |
| Dragons de Rouen 2             | 2-0      | 2-5       | 1-3     | 1-5    |         | 2-4          | 7-4    | 1-5         | 1-3     |
| Étoile noire de Strasbourg 2   | 3-2      | 6-2       | 2-5     | 0-10   | 3-4     |              | 1-9    | 4-15        | 0-4     |
| Remparts de Tours              | 9-1      | 8-2       | 4-2     | 1-2 ap | 3-2     | 4-3 ap       |        | 7-6 ap      | 3-5     |
| Bouquetins de Val-Vanoise      | 13-5     | 5-4       | 3-6     | 3-5    | 2-6     | 8-5          | 6-5 ap |             | 8-3     |
| Lynx de Valence                | 5-2      | 5-6 tab   | 5-1     | 0-3    | 2-0     | 5-4          | 6-0    | 3-5         |         |

| Clt   | Équipe       | PJ | V  | VP | D  | DP | BP  | BC  | Diff | Pts |
| ----- | ------------ | -- | -- | -- | -- | -- | --- | --- | ---- | --- |
| +001, | Nantes       | 16 | 13 | 2  | 1  | 0  | 91  | 40  | +51  | 30  |
| +002, | Val-Vanoise  | 16 | 10 | 1  | 4  | 1  | 103 | 71  | +32  | 23  |
| +003, | Évry         | 16 | 11 | 0  | 4  | 1  | 79  | 47  | +32  | 23  |
| +004, | Valence      | 16 | 8  | 1  | 5  | 2  | 54  | 45  | +9   | 20  |
| +005, | Tours        | 16 | 7  | 2  | 5  | 2  | 79  | 56  | +23  | 20  |
| +006, | Compiègne    | 16 | 5  | 2  | 9  | 0  | 53  | 73  | -20  | 14  |
| +007, | Strasbourg 2 | 16 | 4  | 0  | 11 | 1  | 50  | 97  | -47  | 9   |
| +008, | Rouen 2      | 16 | 4  | 0  | 12 | 0  | 37  | 64  | -27  | 8   |
| +009, | Clermont     | 16 | 2  | 0  | 13 | 1  | 50  | 103 | -53  | 5   |

- Qualifié pour les huitièmes de finale

### Séries éliminatoires
|  |                              |                       |                             |                       |                       |                           |    |                  |                           |                           |                           |                           |                           |                           |                |                |                |                |                |                |        |        |        |        |
|  | Huitièmes de finale          | Huitièmes de finale   | Huitièmes de finale         | Huitièmes de finale   | Huitièmes de finale   |                           |    | Quarts de finale | Quarts de finale          | Quarts de finale          | Quarts de finale          | Quarts de finale          |                           |                           | Finale         | Finale         | Finale         | Finale         | Finale         | Finale         | Finale | Finale | Finale | Finale |
|  |                              |                       |                             |                       |                       |                           |    |                  |                           |                           |                           |                           |                           |                           |                |                |                |                |                |                |        |        |        |        |
|  |                              |                       |                             |                       |                       |                           |    |                  | Demi-finales              |                           |                           |                           |                           |                           |                |                |                |                |                |                |        |        |        |        |
|  | 23 février et 2 mars 2013    |                       |                             |                       |                       |                           |    |                  |                           |                           |                           |                           |                           |                           |                |                |                |                |                |                |        |        |        |        |
|  |                              |                       |                             |                       |                       |                           |    |                  |                           |                           |                           |                           |                           |                           |                |                |                |                |                |                |        |        |        |        |
|  | Dogs de Cholet               | A1                    | 4                           | 9                     | 13                    |                           |    |                  |                           |                           |                           |                           |                           |                           |                |                |                |                |                |                |        |        |        |        |
|  | Dogs de Cholet               | A1                    | 4                           | 9                     | 13                    | 9 et 23 mars 2013         |    |                  |                           |                           |                           |                           |                           |                           |                |                |                |                |                |                |        |        |        |        |
|  | Dragons de Rouen 2           | B8                    | 3                           | 3                     | 6                     |                           |    |                  |                           |                           |                           |                           |                           |                           |                |                |                |                |                |                |        |        |        |        |
|  | Dragons de Rouen 2           | B8                    | 3                           | 3                     | 6                     | Dogs de Cholet            | A1 | 8                | 5                         | 13                        |                           |                           |                           |                           |                |                |                |                |                |                |        |        |        |        |
|  | 23 février et 2 mars 2013    |                       |                             |                       |                       | Dogs de Cholet            | A1 | 8                | 5                         | 13                        |                           |                           |                           |                           |                |                |                |                |                |                |        |        |        |        |
|  |                              |                       | Aigles de La Roche-sur-Yon  | A5                    | 3                     | 1                         | 4  |                  |                           |                           |                           |                           |                           |                           |                |                |                |                |                |                |        |        |        |        |
|  | Aigles de La Roche-sur-Yon   | A5                    | Aigles de La Roche-sur-Yon  | A5                    | 3                     | 1                         | 4  | 4                | 3                         | 7                         |                           |                           |                           |                           |                |                |                |                |                |                |        |        |        |        |
|  | Aigles de La Roche-sur-Yon   | A5                    | 30 mars, 6 et 7 avril 2013, |                       |                       |                           |    | 4                | 3                         | 7                         |                           |                           |                           |                           |                |                |                |                |                |                |        |        |        |        |
|  | Lynx de Valence              | B4                    | 1                           | 5                     | 6                     |                           |    |                  |                           |                           |                           |                           |                           |                           |                |                |                |                |                |                |        |        |        |        |
|  | Lynx de Valence              | B4                    | 1                           | 5                     | 6                     |                           |    |                  | Dogs de Cholet            | Dogs de Cholet            | Dogs de Cholet            | Dogs de Cholet            | Dogs de Cholet            | Dogs de Cholet            | A1             | 5              | 6              | 6              |                |                |        |        |        |        |
|  | 2 et 3 mars 2013             |                       |                             |                       |                       |                           |    |                  | Dogs de Cholet            | Dogs de Cholet            | Dogs de Cholet            | Dogs de Cholet            | Dogs de Cholet            | Dogs de Cholet            | A1             | 5              | 6              | 6              |                |                |        |        |        |        |
|  | Éléphants de Chambéry        | Éléphants de Chambéry | Éléphants de Chambéry       | Éléphants de Chambéry | Éléphants de Chambéry | Éléphants de Chambéry     | A7 | 6                | 3                         | 5                         |                           |                           |                           |                           |                |                |                |                |                |                |        |        |        |        |
|  | Éléphants de Chambéry        | Éléphants de Chambéry | Éléphants de Chambéry       | Éléphants de Chambéry | Éléphants de Chambéry | Éléphants de Chambéry     | A7 | 6                | 3                         | 5                         | Jokers de Cergy           | A3                        | 6                         | 10                        | 16             |                |                |                |                |                |        |        |        |        |
|  | 9 et 23 mars 2013            |                       |                             |                       |                       |                           |    |                  |                           |                           | Jokers de Cergy           | A3                        | 6                         | 10                        | 16             |                |                |                |                |                |        |        |        |        |
|  | Lions de Compiègne           | B6                    | 3                           | 4                     | 7                     |                           |    |                  |                           |                           |                           |                           |                           |                           |                |                |                |                |                |                |        |        |        |        |
|  | Lions de Compiègne           | B6                    | 3                           | 4                     | 7                     | Jokers de Cergy           | A3 | 4                | 3                         | 7                         |                           |                           |                           |                           |                |                |                |                |                |                |        |        |        |        |
|  | 23 février et 2 mars 2013    |                       |                             |                       |                       | Jokers de Cergy           | A3 | 4                | 3                         | 7                         |                           |                           |                           |                           |                |                |                |                |                |                |        |        |        |        |
|  |                              |                       | Éléphants de Chambéry       | A7                    | 4                     | 8                         | 12 |                  |                           |                           |                           |                           |                           |                           |                |                |                |                |                |                |        |        |        |        |
|  | Éléphants de Chambéry        | A7                    | Éléphants de Chambéry       | A7                    | 4                     | 8                         | 12 | 11               | 5                         | 16                        |                           |                           |                           |                           |                |                |                |                |                |                |        |        |        |        |
|  | Éléphants de Chambéry        | A7                    |                             |                       |                       |                           |    | 11               | 5                         | 16                        | 13, 20 et 21 avril 2013   |                           |                           |                           |                |                |                |                |                |                |        |        |        |        |
|  | Bouquetins de Val-Vanoise    | B2                    | 4                           | 5                     | 9                     |                           |    |                  |                           |                           |                           |                           |                           |                           |                |                |                |                |                |                |        |        |        |        |
|  | Bouquetins de Val-Vanoise    | B2                    | 4                           | 5                     | 9                     |                           |    |                  |                           |                           |                           |                           |                           |                           | Dogs de Cholet | Dogs de Cholet | Dogs de Cholet | Dogs de Cholet | Dogs de Cholet | Dogs de Cholet | A1     | 6      | 4      |        |
|  | 23 février et 2 mars 2013    |                       |                             |                       |                       |                           |    |                  |                           |                           |                           |                           |                           |                           | Dogs de Cholet | Dogs de Cholet | Dogs de Cholet | Dogs de Cholet | Dogs de Cholet | Dogs de Cholet | A1     | 6      | 4      |        |
|  | Corsaires de Nantes          | Corsaires de Nantes   | Corsaires de Nantes         | Corsaires de Nantes   | Corsaires de Nantes   | Corsaires de Nantes       | B1 | 4                | 3                         |                           |                           |                           |                           |                           |                |                |                |                |                |                |        |        |        |        |
|  | Corsaires de Nantes          | Corsaires de Nantes   | Corsaires de Nantes         | Corsaires de Nantes   | Corsaires de Nantes   | Corsaires de Nantes       | B1 | 4                | 3                         | Français volants de Paris | A2                        | 5                         | 12                        | 17                        |                |                |                |                |                |                |        |        |        |        |
|  | 9 et 23 mars 2013            |                       |                             |                       |                       |                           |    |                  |                           | Français volants de Paris | A2                        | 5                         | 12                        | 17                        |                |                |                |                |                |                |        |        |        |        |
|  | Étoile noire de Strasbourg 2 | B7                    | 0                           | 1                     | 1                     |                           |    |                  |                           |                           |                           |                           |                           |                           |                |                |                |                |                |                |        |        |        |        |
|  | Étoile noire de Strasbourg 2 | B7                    | 0                           | 1                     | 1                     | Français volants de Paris | A2 | 8                | 7                         | 15                        |                           |                           |                           |                           |                |                |                |                |                |                |        |        |        |        |
|  | 23 février et 2 mars 2013    |                       |                             |                       |                       | Français volants de Paris | A2 | 8                | 7                         | 15                        |                           |                           |                           |                           |                |                |                |                |                |                |        |        |        |        |
|  |                              |                       | Peaux-Rouges d'Évry         | B3                    | 1                     | 4                         | 5  |                  |                           |                           |                           |                           |                           |                           |                |                |                |                |                |                |        |        |        |        |
|  | Comètes de Meudon            | A6                    | Peaux-Rouges d'Évry         | B3                    | 1                     | 4                         | 5  | 0                | 0                         | 0                         |                           |                           |                           |                           |                |                |                |                |                |                |        |        |        |        |
|  | Comètes de Meudon            | A6                    | 1 et 6 avril 2013           |                       |                       |                           |    | 0                | 0                         | 0                         |                           |                           |                           |                           |                |                |                |                |                |                |        |        |        |        |
|  | Peaux-Rouges d'Évry          | B3                    | 5                           | 4                     | 9                     |                           |    |                  |                           |                           |                           |                           |                           |                           |                |                |                |                |                |                |        |        |        |        |
|  | Peaux-Rouges d'Évry          | B3                    | 5                           | 4                     | 9                     |                           |    |                  | Français volants de Paris | Français volants de Paris | Français volants de Paris | Français volants de Paris | Français volants de Paris | Français volants de Paris | A2             | 4              | 1              |                |                |                |        |        |        |        |
|  | 23 février et 2 mars 2013    |                       |                             |                       |                       |                           |    |                  | Français volants de Paris | Français volants de Paris | Français volants de Paris | Français volants de Paris | Français volants de Paris | Français volants de Paris | A2             | 4              | 1              |                |                |                |        |        |        |        |
|  | Corsaires de Nantes          | Corsaires de Nantes   | Corsaires de Nantes         | Corsaires de Nantes   | Corsaires de Nantes   | Corsaires de Nantes       | B1 | 5                | 5                         |                           |                           |                           |                           |                           |                |                |                |                |                |                |        |        |        |        |
|  | Corsaires de Nantes          | Corsaires de Nantes   | Corsaires de Nantes         | Corsaires de Nantes   | Corsaires de Nantes   | Corsaires de Nantes       | B1 | 5                | 5                         | Castors d'Asnières        | A4                        | 9                         | 4                         | 13                        |                |                |                |                |                |                |        |        |        |        |
|  | 9 et 23 mars 2013            |                       |                             |                       |                       |                           |    |                  |                           | Castors d'Asnières        | A4                        | 9                         | 4                         | 13                        |                |                |                |                |                |                |        |        |        |        |
|  | Remparts de Tours            | B5                    | 3                           | 7                     | 10                    |                           |    |                  |                           |                           |                           |                           |                           |                           |                |                |                |                |                |                |        |        |        |        |
|  | Remparts de Tours            | B5                    | 3                           | 7                     | 10                    | Castors d'Asnières        | A4 | 1                | 3                         | 4                         |                           |                           |                           |                           |                |                |                |                |                |                |        |        |        |        |
|  | 23 février et 2 mars 2013    |                       |                             |                       |                       | Castors d'Asnières        | A4 | 1                | 3                         | 4                         |                           |                           |                           |                           |                |                |                |                |                |                |        |        |        |        |
|  |                              |                       | Corsaires de Nantes         | B1                    | 6                     | 5                         | 11 |                  |                           |                           |                           |                           |                           |                           |                |                |                |                |                |                |        |        |        |        |
|  | Boucaniers de Toulon         | A8                    | Corsaires de Nantes         | B1                    | 6                     | 5                         | 11 | 2                | 0                         | 2                         |                           |                           |                           |                           |                |                |                |                |                |                |        |        |        |        |
|  | Boucaniers de Toulon         | A8                    |                             |                       |                       |                           |    | 2                | 0                         | 2                         |                           |                           |                           |                           |                |                |                |                |                |                |        |        |        |        |
|  | Corsaires de Nantes          | B1                    | 5                           | 6                     | 11                    |                           |    |                  |                           |                           |                           |                           |                           |                           |                |                |                |                |                |                |        |        |        |        |
|  | Corsaires de Nantes          | B1                    | 5                           | 6                     | 11                    |                           |    |                  |                           |                           |                           |                           |                           |                           |                |                |                |                |                |                |        |        |        |        |

#### Finale
| 13 avril 2013 | Dogs de Cholet | 6-4 (2-0, 2-2, 2-2) | Corsaires de Nantes | Pôle Sportif Glisséo 1 042 spectateurs |

| Feuille de match | Feuille de match | Feuille de match                        | Feuille de match | Feuille de match                                        |
| ---------------- | --- | --------------------------------------- | --- | ------------------------------------------------------- |
|                  | 3 min 01 s, Quentin Guineberteau (Charlie Doyle, Raphael Rohwedder) 8 min 41 s, Joonas Parviainen (Quentin Guineberteau, Charlie Doyle) 28 min 44 s, Martin Borovsky (Tomas Grofek, Pierre-Yves Albert) (SN) 31 min 25 s, Guillaume Drozdz (Joonas Parviainen, Raphael Rohwedder) (SN) 49 min 07 s, Joonas Parviainen 59 min 59 s, Guillaume Drozdz (cage vide) | 1-0 2-0 2-1 2-2 3-2 4-2 5-2 5-3 5-4 6-4 | 12 min 39 s, Jan Kudrna (Alexandre Demers, Tommy Latouche-Gauvin) (SN) 14 min 02 s, Alexandre Demers, (Tommy Latouche-Gauvin, Radek Hovora) (SN) 50 min 19 s, Roman Novotny (Radek Hovora) 57 min 44 s, Tommy Latouche-Gauvin (Radek Hovora, Alexandre Demers) (SN) | Arbitrage : Didier Drif Thomas Honore Vincent Peignault |
| Thibault Saez    | Gardiens | Mojmir Bozik                            | | Arbitrage : Didier Drif Thomas Honore Vincent Peignault |
| 18 min           | Pénalités | 39 min                                  | | Arbitrage : Didier Drif Thomas Honore Vincent Peignault |
|                  | |                                         | | Arbitrage : Didier Drif Thomas Honore Vincent Peignault |

| 20 avril 2013 | Corsaires de Nantes | 3-4 (2-1, 0-2, 1-1) | Dogs de Cholet | Patinoire du Petit Port 1 100 spectateurs |

| Feuille de match | Feuille de match | Feuille de match            | Feuille de match | Feuille de match                                                      |
| ---------------- | --- | --------------------------- | --- | --------------------------------------------------------------------- |
|                  | 2 min 52 s, Jan Kudrna (Samson Samson) (SN) 3 min 39 s, Nicolas Ledren (Roman Novotny) 47 min 12 s, Alexandre Dmers (Charley Marcos, Jan Kudrna) | 1-0 2-0 2-1 2-2 2-3 3-3 3-4 | 7 min 49 s, Joonas Parviainen (Martin Borovsky, Raphaêl Rohwedder) 35 min 37 s, Guillaume Drozdz (Pierre-Yves Albert, Milan Cutt) (IN) 36 min 04 s, Quentin Guineberteau (Gabriel Cadoret, Martin Borovsky) 49 min 50 s, Arnaud Tharreau (Milan Cutt, Juraj Sadlon) | Arbitrage : Frédéric Le Berre Florian Tocqueville Sébastien Levasseur |
| Mojmir Bozik     | Gardiens | Thibault Saez               | | Arbitrage : Frédéric Le Berre Florian Tocqueville Sébastien Levasseur |
| 16 min           | Pénalités | 18 min                      | | Arbitrage : Frédéric Le Berre Florian Tocqueville Sébastien Levasseur |
|                  | |                             | | Arbitrage : Frédéric Le Berre Florian Tocqueville Sébastien Levasseur |

## Division 3
Localisation des équipes 2012-13 de la division 3

### Formule de la saison
La saison régulière se joue du 22 septembre 2012 au 17 février 2013.
Les trente-deux équipes engagées sont réparties en quatre groupes régionaux (de huit équipes) qui se jouent en matchs aller-retour. Les quatre premiers de chaque groupe se qualifient pour la phase finale.
Durant la phase finale qui se joue en matchs aller-retour (ainsi quand il y a match nul, il n'y a pas de prolongation, le score est conservé tel quel), le score cumulé désignant le vainqueur, les qualifiés du groupe A affrontent ceux du groupe B et ceux du groupe C sont opposés à ceux du groupe D. Les vainqueurs des quarts de finale se qualifient pour le carré final.
Les quatre qualifiés pour le carré final sont rassemblés au sein d'une poule unique qui se joue en matchs simples. L'équipe finissant à la première place est sacrée champion de Division 3. Le champion et le deuxième sont promus en Division 2.

#### Attribution des points pour la saison régulière
- 2 pts pour une victoire
- 1 pt pour un nul
- 0 pt pour une défaite
- -1 pt pour une défaite sur tapis vert

#### Attribution des points pour le carré final
- 3 pts pour une victoire en temps réglementaire
- 2 pts pour une victoire en prolongations ou aux tirs au but
- 1 pt pour une défaite en prolongations ou aux tirs au but
- 0 pt pour une défaite en temps réglementaire[3]

### Équipes engagées
Les trente-deux équipes engagées, dont treize équipes réserves et une équipe basée au Luxembourg, sont réparties en quatre groupes régionaux (le 2 suivant le nom d'une équipe indique qu'il s'agit d'une équipe réserve) :
| Groupe A - Hormadi d'Anglet 2 - AC Boulogne-Billancourt - Caribous de Seine-et-Marne - Taureaux de feu de Limoges - Bisons de Neuilly-sur-Marne 2 - Grizzlis de Niort-Poitiers (Entente entre Niort et Poitiers) depuis cette saison - Remparts de Tours 2 nouvelle équipe - Jets de Viry-Châtillon Groupe C - Aiglons de Besançon - Gaulois de Châlons-en-Champagne - Titans de Colmar - Ducs de Dijon 2 - Dauphins d'Épinal 2 - Tornado de Luxembourg - Graoully de Metz relégué de Division 2 (non intégré au championnat pour non-conformité avec les règles) - Diables rouges de Valenciennes | Poule B - Castors d'Asnières 2 - Albatros de Brest 2 - Jokers de Cergy-Pontoise 2 - Coqs de Courbevoie 2 - Chiefs de Deuil-Garges - Dock's du Havre - Renards d'Orléans relégué de Division 2 - Cormorans de Rennes Groupe D - Castors d'Avignon nouvelle équipe - Éléphants de Chambéry 2 - Sangliers Arvernes 2 nouvelle équipe - Spartiates de Marseille nouvelle équipe - Pingouins de Morzine 2 - Griffes de l'ours d'Orcières nouvelle équipe - Renards de Roanne - Lynx de Valence 2 |

### Saison régulière
- 22 septembre 2012 - 22 février 2013

#### Groupe A
| Équipes                       | ACBB | Anglet 2 | Seine-et-Marne | Limoges | Neuilly/Marne | Niort-Poitiers | Tours 2 | Viry |
| AC Boulogne-Billancourt       |      | 7-0      | 5-1            | 4-9     | 17-6          | 5-3            | 5-8     | 8-3  |
| Hormadi d'Anglet 2            | 6-2  |          | 3-9            | 3-7     | 4-5           | 2-2            | 4-5     | 2-4  |
| Caribous de Seine-et-Marne    | 4-7  | 8-4      |                | 6-4     | 14-2          | 7-2            | 4-10    | 5-7  |
| Taureaux de feu de Limoges    | 8-5  | 5-3      | 3-2            |         | 7-3           | 10-2           | 3-3     | 6-3  |
| Bisons de Neuilly-sur-Marne 2 | 2-17 | 4-4      | 8-6            | 1-16    |               | 5-6            | 2-6     | 2-5  |
| Grizzlis de Niort-Poitiers    | 2-10 | 5-6      | 4-9            | 1-6     | 6-4           |                | 2-8     | 1-5  |
| Remparts de Tours 2           | 4-5  | 9-4      | 7-3            | 3-7     | 9-4           | 8-0            |         | 2-7  |
| Jets de Viry-Châtillon        | 5-10 | 7-1      | 4-4            | 4-4     | 13-3          | 3-3            | 2-6     |      |

| Clt   | Équipe              | PJ | V  | D  | N | BP  | BC  | Diff | Pts |
| ----- | ------------------- | -- | -- | -- | - | --- | --- | ---- | --- |
| +001, | Limoges             | 14 | 11 | 1  | 2 | 95  | 43  | +52  | 24  |
| +002, | Tours 2             | 14 | 9  | 3  | 1 | 88  | 52  | +36  | 21  |
| +003, | ACBB                | 14 | 10 | 4  | 0 | 107 | 61  | +49  | 20  |
| +004, | Viry-Châtillon      | 14 | 7  | 4  | 3 | 72  | 57  | +15  | 17  |
| +005, | Caribous            | 14 | 6  | 7  | 1 | 82  | 70  | +12  | 13  |
| +006, | Anglet 2            | 14 | 2  | 10 | 2 | 46  | 79  | -33  | 6   |
| +007, | Niort-Poitiers      | 14 | 2  | 10 | 2 | 39  | 88  | -49  | 6   |
| +008, | Neuilly-sur-Marne 2 | 14 | 2  | 11 | 1 | 51  | 130 | -79  | 5   |

- Qualifié pour le carré final
- Qualifié pour la phase finale

#### Groupe B
| Équipes                    | Asnières 2 | Brest 2 | Cergy 2 | Courbevoie 2 | Deuil-Garges | Le Havre | Orléans | Rennes |
| Castors d'Asnières 2       |            | 4-5     | 6-3     | 2-5          | 2-4          | 14-2     | 2-5     | 4-6    |
| Albatros de Brest 2        | 3-0        |         | 2-4     | 6-6          | 2-4          | 5-0      | 0-1     | 5-8    |
| Jokers de Cergy-Pontoise 2 | 10-2       | 0-4     |         | 5-3          | 2-7          | 5-6      | 2-11    | 3-7    |
| Coqs de Courbevoie 2       | 5-3        | 3-5     | 9-4     |              | 4-3          | 6-5      | 2-6     | 7-5    |
| Chiefs de Deuil-Garges     | 15-3       | 4-1     | 4-3     | 3-2          |              | 14-1     | 2-2     | 8-2    |
| Dock's du Havre            | 7-6        | 2-4     | 7-4     | 0-12         | 0-4          |          | 1-9     | 2-6    |
| Renards d'Orléans          | 13-1       | 4-1     | 6-2     | 4-2          | 1-3          | 5-2      |         | 5-2    |
| Cormorans de Rennes        | 12-1       | 5-5     | 2-3     | 8-6          | 7-7          | 6-6      | 5-6     |        |

| Clt   | Équipe           | PJ | V  | D  | N | BP | BC  | Diff | Pts |
| ----- | ---------------- | -- | -- | -- | - | -- | --- | ---- | --- |
| +001, | Orléans          | 14 | 12 | 1  | 1 | 78 | 27  | +51  | 25  |
| +002, | Deuil-Garges     | 14 | 11 | 1  | 2 | 82 | 32  | +50  | 22  |
| +003, | Courbevoie 2     | 14 | 7  | 6  | 1 | 72 | 59  | +13  | 15  |
| +004, | Rennes           | 14 | 6  | 5  | 3 | 81 | 68  | +13  | 15  |
| +005, | Brest 2          | 14 | 6  | 6  | 2 | 49 | 43  | +6   | 14  |
| +006, | Cergy-Pontoise 2 | 14 | 4  | 10 | 0 | 50 | 76  | -26  | 8   |
| +007, | Le Havre         | 14 | 3  | 10 | 1 | 39 | 101 | -62  | 5   |
| +008, | Asnières 2       | 14 | 2  | 12 | 0 | 50 | 95  | -45  | 4   |

- Qualifié pour le carré final
- Qualifié pour la phase finale

#### Groupe C
L'équipe de Graoully de Metz voit sa participation au championnat invalidé le 9 octobre par la fédération puisque le club n'avait pas de patinoire pour jouer ses matchs à domicile. Le club est donc forfait général. Le 19 octobre, la commission d'appel de la fédération réintègre le club dans le championnat. Metz joue alors deux matchs de championnat à domicile (défaite 1-18 contre Colmar et victoire 5-4 sur Châlons-en-Champagne). Le 22 novembre, la commission d'appel de la fédération a finalement décidé de ne pas réintégrer le club à cause d'une condition non remplie après plusieurs relances. Les deux matchs joués par Metz sont donc retirés du classement du championnat.
| Équipes                         | Besançon | Châlons | Colmar | Dijon 2 | Épinal 2 | Luxembourg | Metz | Valenciennes |
| Aiglons de Besançon             |          | 8-3     | 5-10   | 4-8     | 0-1      | 4-4        |      | 1-7          |
| Gaulois de Châlons-en-Champagne | 4-7      |         | 4-9    | 3-6     | 5-7      | 7-1        |      | 3-1          |
| Titans de Colmar                | 4-3      | 7-4     |        | 4-3     | 4-2      | 7-6        |      | 5-2          |
| Ducs de Dijon 2                 | 4-3      | 6-6     | 5-5    |         | 7-1      | 4-3        |      | 6-3          |
| Dauphins d'Épinal 2             | 7-1      | 7-1     | 5-5    | 4-7     |          | 7-1        |      | 1-2          |
| Tornado Luxembourg              | 5-2      | 11-6    | 4-2    | 5-6     | 3-4      |            |      | 4-4          |
| Graoully de Metz                |          |         |        |         |          |            |      |              |
| Diables rouges de Valenciennes  | 5-0      | 3-4     | 5-4    | 6-4     | 6-2      | 6-2        |      |              |

| Clt   | Équipe               | PJ | V | D | N | BP | BC | Diff | Pts |
| ----- | -------------------- | -- | - | - | - | -- | -- | ---- | --- |
| +001, | Colmar               | 12 | 8 | 2 | 2 | 66 | 48 | +18  | 18  |
| +002, | Dijon 2              | 12 | 8 | 2 | 2 | 66 | 47 | +19  | 18  |
| +003, | Valenciennes         | 12 | 7 | 4 | 1 | 50 | 36 | +14  | 15  |
| +004, | Épinal 2             | 12 | 6 | 5 | 1 | 48 | 42 | +6   | 13  |
| +005, | Luxembourg           | 12 | 3 | 7 | 2 | 49 | 59 | -10  | 8   |
| +006, | Châlons-en-Champagne | 12 | 3 | 8 | 1 | 50 | 73 | -23  | 7   |
| +007, | Besançon             | 12 | 2 | 9 | 1 | 38 | 62 | -24  | 5   |

- Qualifié pour le carré final
- Qualifié pour la phase finale

#### Groupe D
| Équipes                          | Avignon | Chambéry 2 | Clermont 2 | Marseille | Morzine 2 | Orcières | Roanne | Valence 2 |
| Castors d'Avignon                |         | 5-4        | 17-1       | 2-4       | 15-2      | 8-5      | 1-3    | 9-3       |
| Éléphants de Chambéry 2          | 0-6     |            | 6-3        | 1-3       | 10-3      | 1-6      | 1-7    | 8-4       |
| Sangliers Arvernes de Clermont 2 | 4-6     | 3-3        |            | 0-7       | 8-3       | 5-15     | 5-10   | 6-2       |
| Spartiates de Marseille          | 3-0     | 5-1        | 13-3       |           | 14-1      | 3-4      | 5-3    | 13-1      |
| Pingouins de Morzine 2           | 4-7     | 5-5        | 4-4        | 6-5       |           | 8-12     | 2-14   | 5-10      |
| Griffes de l'ours d'Orcières     | 1-1     | 2-1        | 13-6       | 5-5       | 18-5      |          | 5-4    | 8-2       |
| Renards de Roanne                | 3-3     | 6-0        | 11-2       | 4-7       | 12-3      | 5-2      |        | 12-3      |
| Lynx de Valence 2                | 4-13    | 7-2        | 9-9        | 2-9       | 7-6       | 2-4      | 1-9    |           |

| Clt   | Équipe     | PJ | V  | D  | N | BP  | BC  | Diff | Pts |
| ----- | ---------- | -- | -- | -- | - | --- | --- | ---- | --- |
| +001, | Marseille  | 14 | 11 | 2  | 1 | 96  | 33  | +63  | 23  |
| +002, | Orcières   | 14 | 10 | 2  | 2 | 100 | 56  | +44  | 22  |
| +003, | Roanne     | 14 | 10 | 3  | 1 | 103 | 40  | +63  | 21  |
| +004, | Avignon    | 14 | 8  | 3  | 2 | 93  | 41  | +52  | 20  |
| +005, | Chambéry 2 | 14 | 3  | 9  | 2 | 43  | 65  | -22  | 8   |
| +006, | Clermont 2 | 14 | 2  | 9  | 3 | 59  | 119 | -60  | 7   |
| +007, | Valence 2  | 14 | 3  | 10 | 1 | 57  | 113 | -56  | 7   |
| +008, | Morzine 2  | 14 | 1  | 11 | 2 | 57  | 141 | -84  | 4   |

- Qualifié pour le carré final
- Qualifié pour la phase finale

### Phase finale
|  | Huitièmes de finale            | Huitièmes de finale            | Huitièmes de finale          | Huitièmes de finale | Huitièmes de finale | Huitièmes de finale |                            |                            | Quarts de finale | Quarts de finale | Quarts de finale | Quarts de finale | Quarts de finale | Quarts de finale |
|  |                                |                                |                              |                     |                     |                     |                            |                            |                  |                  |                  |                  |                  |                  |
|  | 2 et 9 mars 2013               |                                |                              |                     |                     |                     |                            |                            |                  |                  |                  |                  |                  |                  |
|  |                                |                                |                              |                     |                     |                     |                            |                            |                  |                  |                  |                  |                  |                  |
|  | Taureaux de feu de Limoges     | Taureaux de feu de Limoges     | A1                           | 3                   | 11                  | 14                  |                            |                            |                  |                  |                  |                  |                  |                  |
|  | Taureaux de feu de Limoges     | Taureaux de feu de Limoges     | A1                           | 3                   | 11                  | 14                  | 23 et 30 mars 2013         |                            |                  |                  |                  |                  |                  |                  |
|  | Cormorans de Rennes            | Cormorans de Rennes            | B4                           | 9                   | 4                   | 13                  |                            |                            |                  |                  |                  |                  |                  |                  |
|  | Cormorans de Rennes            | Cormorans de Rennes            | B4                           | 9                   | 4                   | 13                  | Taureaux de feu de Limoges | Taureaux de feu de Limoges | A1               | 4                | 5                | 9                |                  |                  |
|  | 2 et 9 mars 2013               |                                |                              |                     |                     |                     | Taureaux de feu de Limoges | Taureaux de feu de Limoges | A1               | 4                | 5                | 9                |                  |                  |
|  |                                | Chiefs de Deuil-Garges         | Chiefs de Deuil-Garges       | B2                  | 2                   | 1                   | 3                          |                            |                  |                  |                  |                  |                  |                  |
|  | Chiefs de Deuil-Garges         | Chiefs de Deuil-Garges         | Chiefs de Deuil-Garges       | B2                  | 2                   | 1                   | 3                          | B2                         | 8                | 4                | 12               |                  |                  |                  |
|  | Chiefs de Deuil-Garges         | Chiefs de Deuil-Garges         |                              |                     |                     |                     |                            | B2                         | 8                | 4                | 12               |                  |                  |                  |
|  | AC Boulogne-Billancourt        | AC Boulogne-Billancourt        | A3                           | 1                   | 1                   | 2                   |                            |                            |                  |                  |                  |                  |                  |                  |
|  | AC Boulogne-Billancourt        | AC Boulogne-Billancourt        | A3                           | 1                   | 1                   | 2                   |                            |                            |                  |                  |                  |                  |                  |                  |
|  | 23 février et 9 mars 2013      |                                |                              |                     |                     |                     |                            |                            |                  |                  |                  |                  |                  |                  |
|  |                                |                                |                              |                     |                     |                     |                            |                            |                  |                  |                  |                  |                  |                  |
|  | Renards d'Orléans              | Renards d'Orléans              | B1                           | 3                   | 3                   | 6                   |                            |                            |                  |                  |                  |                  |                  |                  |
|  | Renards d'Orléans              | Renards d'Orléans              | B1                           | 3                   | 3                   | 6                   | 16 et 23 mars 2013         |                            |                  |                  |                  |                  |                  |                  |
|  | Jets de Viry-Châtillon         | Jets de Viry-Châtillon         | A4                           | 5                   | 3                   | 8                   |                            |                            |                  |                  |                  |                  |                  |                  |
|  | Jets de Viry-Châtillon         | Jets de Viry-Châtillon         | A4                           | 5                   | 3                   | 8                   | Jets de Viry-Châtillon     | Jets de Viry-Châtillon     | A4               | 4                | 2                | 6                |                  |                  |
|  | 2 et 9 mars 2013               |                                |                              |                     |                     |                     | Jets de Viry-Châtillon     | Jets de Viry-Châtillon     | A4               | 4                | 2                | 6                |                  |                  |
|  |                                | Remparts de Tours 2            | Remparts de Tours 2          | A2                  | 6                   | 5                   | 11                         |                            |                  |                  |                  |                  |                  |                  |
|  | Remparts de Tours 2            | Remparts de Tours 2            | Remparts de Tours 2          | A2                  | 6                   | 5                   | 11                         | A2                         | 6                | 6                | 12               |                  |                  |                  |
|  | Remparts de Tours 2            | Remparts de Tours 2            |                              |                     |                     |                     |                            | A2                         | 6                | 6                | 12               |                  |                  |                  |
|  | Coqs de Courbevoie 2           | Coqs de Courbevoie 2           | B3                           | 4                   | 3                   | 7                   |                            |                            |                  |                  |                  |                  |                  |                  |
|  | Coqs de Courbevoie 2           | Coqs de Courbevoie 2           | B3                           | 4                   | 3                   | 7                   |                            |                            |                  |                  |                  |                  |                  |                  |
|  | 2 et 9 mars 2013               |                                |                              |                     |                     |                     |                            |                            |                  |                  |                  |                  |                  |                  |
|  |                                |                                |                              |                     |                     |                     |                            |                            |                  |                  |                  |                  |                  |                  |
|  | Titans de Colmar               | Titans de Colmar               | C1                           | 8                   | 2                   | 10                  |                            |                            |                  |                  |                  |                  |                  |                  |
|  | Titans de Colmar               | Titans de Colmar               | C1                           | 8                   | 2                   | 10                  | 23 et 30 mars 2013         |                            |                  |                  |                  |                  |                  |                  |
|  | Castors d'Avignon              | Castors d'Avignon              | D4                           | 5                   | 4                   | 9                   |                            |                            |                  |                  |                  |                  |                  |                  |
|  | Castors d'Avignon              | Castors d'Avignon              | D4                           | 5                   | 4                   | 9                   | Titans de Colmar           | Titans de Colmar           | C1               | 8                | 3                | 11               |                  |                  |
|  | 23 février et 9 mars 2013      |                                |                              |                     |                     |                     | Titans de Colmar           | Titans de Colmar           | C1               | 8                | 3                | 11               |                  |                  |
|  |                                | Griffes de l'ours d'Orcières   | Griffes de l'ours d'Orcières | D2                  | 9                   | 12                  | 21                         |                            |                  |                  |                  |                  |                  |                  |
|  | Griffes de l'ours d'Orcières   | Griffes de l'ours d'Orcières   | Griffes de l'ours d'Orcières | D2                  | 9                   | 12                  | 21                         | D2                         | 1                | 4                | 5                |                  |                  |                  |
|  | Griffes de l'ours d'Orcières   | Griffes de l'ours d'Orcières   |                              |                     |                     |                     |                            | D2                         | 1                | 4                | 5                |                  |                  |                  |
|  | Diables rouges de Valenciennes | Diables rouges de Valenciennes | C3                           | 1                   | 0                   | 1                   |                            |                            |                  |                  |                  |                  |                  |                  |
|  | Diables rouges de Valenciennes | Diables rouges de Valenciennes | C3                           | 1                   | 0                   | 1                   |                            |                            |                  |                  |                  |                  |                  |                  |
|  | 2 et 9 mars 2013               |                                |                              |                     |                     |                     |                            |                            |                  |                  |                  |                  |                  |                  |
|  |                                |                                |                              |                     |                     |                     |                            |                            |                  |                  |                  |                  |                  |                  |
|  | Spartiates de Marseille        | Spartiates de Marseille        | D1                           | 5                   | 8                   | 13                  |                            |                            |                  |                  |                  |                  |                  |                  |
|  | Spartiates de Marseille        | Spartiates de Marseille        | D1                           | 5                   | 8                   | 13                  | 23 et 30 mars 2013         |                            |                  |                  |                  |                  |                  |                  |
|  | Dauphins d'Épinal 2            | Dauphins d'Épinal 2            | C4                           | 4                   | 1                   | 5                   |                            |                            |                  |                  |                  |                  |                  |                  |
|  | Dauphins d'Épinal 2            | Dauphins d'Épinal 2            | C4                           | 4                   | 1                   | 5                   | Spartiates de Marseille    | Spartiates de Marseille    | D1               | 2                | 2                | 4                |                  |                  |
|  | 2 et 10 mars 2013              |                                |                              |                     |                     |                     | Spartiates de Marseille    | Spartiates de Marseille    | D1               | 2                | 2                | 4                |                  |                  |
|  |                                | Renards de Roanne              | Renards de Roanne            | D3                  | 3                   | 5                   | 8                          |                            |                  |                  |                  |                  |                  |                  |
|  | Ducs de Dijon 2                | Ducs de Dijon 2                | Renards de Roanne            | D3                  | 3                   | 5                   | 8                          | C2                         | 4                | 1                | 5                |                  |                  |                  |
|  | Ducs de Dijon 2                | Ducs de Dijon 2                |                              |                     |                     |                     |                            | C2                         | 4                | 1                | 5                |                  |                  |                  |
|  | Renards de Roanne              | Renards de Roanne              | D3                           | 3                   | 4                   | 7                   |                            |                            |                  |                  |                  |                  |                  |                  |

### Carré final
Les équipes qualifiées pour la poule finale, sont identifiées par les lettres A, B, C et D correspondant à leur classement en saison régulière. Les poules n'étant pas égales en nombre d'équipes (2 poules de 8 et 2 poules de 7), les résultats obtenus face aux huitièmes de poule sont retirés pour établir ce classement. L'ordre des matchs pour ce carré final est le suivant :
- 1er  jour : B - C, A - D
- 2e jour : B - D, A - C
- 3e jour : C - D, A - B

Voici les équipes qualifiées ainsi que leur lettre :
| Lettre | Équipe                       | Saison régulière | Points | Différence de buts |
| ------ | ---------------------------- | ---------------- | ------ | ------------------ |
| A      | Taureaux de feu de Limoges   | 1er Groupe A     | 20     | +33                |
| B      | Griffes de l'ours d'Orcières | 2e Groupe D      | 18     | +27                |
| C      | Remparts de Tours 2          | 2e Groupe A      | 17     | +27                |
| D      | Renards de Roanne            | 3e Groupe D      | 17     | +42                |

Le carré final se dispute dans la patinoire des Casseaux de Limoges. En effet, les équipes des Spartiates de Marseille et des Chiefs de Deuil-Garges respectivement les premier et deuxième choix de la fédération ne se qualifient pas pour ce carré final.
Le système des points évolue durant cette phase (voir Formule de la saison). Contrairement aux matchs de saison régulière, il n'y a pas de match nul. Ainsi, une prolongation de 5 minutes en mort subite est disputée si nécessaire. Si aucun but n'est marqué dans cette mort subite, une séance de tirs au but est alors disputée.

#### Résultats
| 12 avril 2013 | Griffes de l'ours d'Orcières | 4-5 (1-3, 0-1, 3-1) | Remparts de Tours 2 | Les Casseaux 133 spectateurs |

| Feuille de match | Feuille de match | Feuille de match                    | Feuille de match | Feuille de match                                          |
| ---------------- | --- | ----------------------------------- | --- | --------------------------------------------------------- |
|                  | 0 min 06 s, Yohan Lacheny (Nicolas Ravoire) 51 min 44 s, Bertrand Fribault (Mathieu Soriano, Alexis Dicharry) 53 min 19 s, Thibaut Farina (Sébastien Bertrand, Sébastien Vidal) 54 min 24 s, Yohan Lacheny (Jérémy Vincent) | 1-0 1-1 1-2 1-3 1-4 2-4 3-4 4-4 4-5 | 0 min 43 s, Judicaël Xavier (Thibaud Herrero) 9 min 42 s, Gaël Cler (Norbert Périnet) 13 min 57 s, Alexis Puren (Bryan Lévêque) 26 min 04 s, Bastien Quinsac (Gaël Cler, Mathieu Pasquier) 55 min 49 s, Quentin Rousseau (Judicaël Xavier, Gaël Cler) (IN) | Arbitrage : Pascal Telliez Nicolas Elbaze Maxime Bennamou |
| Julien Lancman   | Gardiens | Thomas Picot                        | | Arbitrage : Pascal Telliez Nicolas Elbaze Maxime Bennamou |
| 20 min           | Pénalités | 8 min                               | | Arbitrage : Pascal Telliez Nicolas Elbaze Maxime Bennamou |
|                  | |                                     | | Arbitrage : Pascal Telliez Nicolas Elbaze Maxime Bennamou |

| 12 avril 2013 | Taureaux de feu de Limoges | 2-3 (TB) (0-0, 0-0, 2-2, 0-0, 0-1) | Renards de Roanne | Les Casseaux 1 023 spectateurs |

| Feuille de match | Feuille de match | Feuille de match    | Feuille de match | Feuille de match                                                      |
| ---------------- | --- | ------------------- | --- | --------------------------------------------------------------------- |
|                  | 45 min 53 s, Marc Pihan (Jonathan Jorand, Quentin Waldschmidt) (SN) 47 min 35 s, Tomas Smolka (Marc Pihan, Marek Matej) | 1-0 2-0 2-1 2-2 2-3 | 52 min 22 s, Vladimir Sorokin (Nikita Smirnov) (SN) 59 min 19 s, Andrei Sery (Kirill Kudayarov, Nikita Smirnov) 65 min 00 s, Nikita Smirnov | Arbitrage : Jean-Michel Hamont Christophe Gautier Florian Tocqueville |
| Aurélien Billo   | Gardiens | Vojtech Skliba      | | Arbitrage : Jean-Michel Hamont Christophe Gautier Florian Tocqueville |
| 18 min           | Pénalités | 14 min              | | Arbitrage : Jean-Michel Hamont Christophe Gautier Florian Tocqueville |
|                  | |                     | | Arbitrage : Jean-Michel Hamont Christophe Gautier Florian Tocqueville |

| 13 avril 2013 | Griffes de l'ours d'Orcières | 4-5 (1-3, 3-1, 0-1) | Renards de Roanne | Les Casseaux 258 spectateurs |

| Feuille de match | Feuille de match | Feuille de match                    | Feuille de match | Feuille de match                                                  |
| ---------------- | --- | ----------------------------------- | --- | ----------------------------------------------------------------- |
|                  | 3 min 40 s, Sébastien Bertrand 28 min 49 s, Jean-François Cal (Nicolas Ravoire) (SN) 33 min 58 s, Alexis Dicharry (Mathieu Soriano, Jérémy Vincent) (SN) 38 min 34 s, Nicolas Ravoire (Alexis Dicharry, Bertrand Fribault) (DSN) | 0-1 1-1 1-2 1-3 2-3 3-3 3-4 4-4 4-5 | 0 min 52 s, Vladimir Sorokin (Nikita Smirnov, Franck Lamure) 6 min 47 s, Vladimir Sorokin (Nikita Smirnov, Josselyn Marie) 8 min 0 s, Nikita Smirnov (Vladimir Sorokin) 37 min 23 s, Kirill Kudayarov (Jonathan Jarsaillon) (SN) 50 min 01 s, Kirill Kudayarov (Marek Kysilka, Nikita Smirnov) | Arbitrage : Pascal Telliez Christophe Gautier Florian Tocqueville |
| Julien Lancman   | Gardiens | Vojtech Skliba                      | | Arbitrage : Pascal Telliez Christophe Gautier Florian Tocqueville |
| 42 min           | Pénalités | 18 min                              | | Arbitrage : Pascal Telliez Christophe Gautier Florian Tocqueville |
|                  | |                                     | | Arbitrage : Pascal Telliez Christophe Gautier Florian Tocqueville |

| 13 avril 2013 | Taureaux de feu de Limoges | 7-3 (4-0, 2-1, 1-2) | Remparts de Tours 2 | Les Casseaux 1 063 spectateurs |

| Feuille de match | Feuille de match | Feuille de match                        | Feuille de match | Feuille de match                                              |
| ---------------- | --- | --------------------------------------- | --- | ------------------------------------------------------------- |
|                  | 1 min 10 s, Lukas Janos (Marek Matej, Marc Pihan) 5 min 11 s, Romain Cambray (Tomas Smolka, Lukas Janos) (SN) 9 min 31 s, Lukas Janos (Romain Cambray, Marc Pihan) (SN) 16 min 39 s, Tomas Smolka (DSN) 24 min 45 s, Marek Matej (Tomas Smolka) 33 min 58 s, Aurélien Carmona (Marek Matej) 53 min 08 s, Quentin Waldschmidt (SN) | 1-0 2-0 3-0 4-0 5-0 6-0 6-1 6-2 7-2 7-3 | 39 min 30 s, Mathieu Pasquier (Judicaël Xavier, Gaël Cler) (SN) 49 min 29 s, Mathieu Pasquier (Grégoire Ferrand, Gaël Cler) (SN) 53 min 39 s, Mathieu Pasquier (Gaël Cler, Bastien Quinsac) | Arbitrage : Jean-Michel Hamont Laurent Antunes Nicolas Elbaze |
| Aurélien Billo   | Gardiens | Thomas Picot                            | | Arbitrage : Jean-Michel Hamont Laurent Antunes Nicolas Elbaze |
| 38 min           | Pénalités | 22 min                                  | | Arbitrage : Jean-Michel Hamont Laurent Antunes Nicolas Elbaze |
|                  | |                                         | | Arbitrage : Jean-Michel Hamont Laurent Antunes Nicolas Elbaze |

| 14 avril 2013 | Remparts de Tours 2 | 6-7 (2-3, 1-2, 3-2) | Renards de Roanne | Les Casseaux 312 spectateurs |

| Feuille de match | Feuille de match | Feuille de match                                    | Feuille de match | Feuille de match                                                 |
| ---------------- | --- | --------------------------------------------------- | --- | ---------------------------------------------------------------- |
|                  | 0 min 41 s, Bryan Lévêque (Alexis Puren) 2 min 21 s, Gaël Cler (Judicaël Xavier, Mathieu Pasquier) (SN) 37 min 33 s, Bastien Quinsac (Mathieu Pasquier, Judicaël Xavier) 46 min 26 s, Bryan Lévêque (Gaël Cler, Bastien Quinsac) (DSN) 49 min 37 s, Bastien Quinsac (Mathieu Pasquier) 59 min 32 s, Judicaël Xavier (Gaël Cler, Norbert Périnet) | 1-0 2-0 2-1 2-2 2-3 2-4 2-5 3-5 3-6 4-6 4-7 5-7 6-7 | 5 min 08 s, Jonathan Jarsaillon 7 min 57 s, Nikita Smirnov (SN) 11 min 57 s, Andrei Seryy (Kirill Kudayarov) (IN) 32 min 10 s, Alban Bernard (Andrei Seryy, Jonathan Jarsaillon) 37 min 23 s, Josselyn Marie 43 min 21 s, Nikita Smirnov (Vladimir Sorokin, Josselyn Marie) (SN) 48 min 21 s, Marek Kysilka (Kirill Kudayarov) | Arbitrage : Jean-Michel Hamont Christophe Gautier Nicolas Elbaze |
| Thomas Picot     | Gardiens | Vojtech Skliba                                      | | Arbitrage : Jean-Michel Hamont Christophe Gautier Nicolas Elbaze |
| 36 min           | Pénalités | 52 min                                              | | Arbitrage : Jean-Michel Hamont Christophe Gautier Nicolas Elbaze |
|                  | |                                                     | | Arbitrage : Jean-Michel Hamont Christophe Gautier Nicolas Elbaze |

| 14 avril 2013 | Taureaux de feu de Limoges | 6-5 (3-2, 1-1, 2-2) | Griffes de l'ours d'Orcières | Les Casseaux 1 078 spectateurs |

| Feuille de match | Feuille de match | Feuille de match                            | Feuille de match | Feuille de match                                               |
| ---------------- | --- | ------------------------------------------- | --- | -------------------------------------------------------------- |
|                  | 8 min 40 s, Jonathan Jorand (Quentin Waldschmidt) 11 min 05 s, Tomas Smolka (Marek Matej, Romain Cambray) 19 min 59 s, Tomas Smolka 24 min 52 s, Thomas Cavalié (Benjamin Barrier) 50 min 36 s, Romain Cambray, (Marek Matej, Marc Pihan) (DSN) 57 min 56 s, Tomas Smolka (Marek Matej) (SN) | 1-0 2-0 2-1 2-2 3-2 3-3 4-3 5-3 5-4 5-5 6-5 | 13 min 14 s, Jean-François Cal (Stanislas Cocetta) (SN) 17 min 14 s, Bertrand Fribault (Benjamin Issertine) (IN) 24 min 29 s, Thibaut Farina (SN) 52 min 01 s, Nicolas Ravoire (IN) 57 min 13 s, Jérémy Vincent (Sébastien Bertrand, Morgan Pere) | Arbitrage : Pascal Telliez Laurent Antunes Florian Tocqueville |
| Aurélien Billo   | Gardiens | Anthony Durbin                              | | Arbitrage : Pascal Telliez Laurent Antunes Florian Tocqueville |
| 14 min           | Pénalités | 40 min                                      | | Arbitrage : Pascal Telliez Laurent Antunes Florian Tocqueville |
|                  | |                                             | | Arbitrage : Pascal Telliez Laurent Antunes Florian Tocqueville |

| Clt   | Équipe   | PJ | V | VP | D | DP | BP | BC | Diff | Pts |
| ----- | -------- | -- | - | -- | - | -- | -- | -- | ---- | --- |
| +001, | Roanne   | 3  | 2 | 1  | 0 | 0  | 15 | 12 | +3   | 8   |
| +002, | Limoges  | 3  | 2 | 0  | 0 | 1  | 15 | 11 | +4   | 7   |
| +003, | Tours 2  | 3  | 1 | 0  | 2 | 0  | 14 | 18 | -4   | 3   |
| +004, | Orcières | 3  | 0 | 0  | 3 | 0  | 13 | 16 | -3   | 0   |

- Montée en Division 2